# Allein gegen die Mafia
Allein gegen die Mafia (Originaltitel: „La Piovra“, dt.: „Der Krake“) ist eine vom staatlichen italienischen TV-Sender Rai Uno produzierte Thrillerserie. In Italien lief sie in zehn Staffeln zwischen 1984 und 2001. In Deutschland wurden die Folgen zunächst vom ZDF, das Co-Produzent war, gesendet und später regelmäßig von Privatsendern wiederholt. Die zehnte Staffel wurde in Deutschland noch nicht gezeigt. Die einzelnen Staffeln – geplant war zunächst nur die erste – bestehen aus je fünf bis sieben rund 60-minütigen, später teils auch 90- bis 100-minütigen Folgen. Die letzten drei Staffeln hatten nur je zwei Folgen.
Im Mittelpunkt der Handlung steht staffelübergreifend die Arbeit von italienischen Polizeikommissaren und Untersuchungsrichtern gegen die Mafia. Jede Staffel hat einen eigenen Spannungsbogen mit für sich abgeschlossener Handlung und greift unterschiedliche Facetten des organisierten Verbrechens auf. Ist es in der ersten Staffel noch die sizilianische Cosa Nostra mit Verbindungen bis in den römischen Regierungsapparat, rücken später gemäß der Entwicklung und Ausbreitung der Mafia andere Bereiche der Kriminalität wie internationaler Drogen- und Waffenhandel sowie illegale Finanzgeschäfte in den Blickpunkt.
Allein gegen die Mafia gilt in Italien als die erfolgreichste Fernsehserie der TV Historie. Die ersten Staffeln erreichten regelmäßig bis zu 15 Millionen Zuschauer. Die Tageszeitung La Stampa sprach von einer „jahrelangen Leidenschaft“ und „kollektivem Verliebtsein“. Auch in Deutschland kam die Serie wegen ihrer authentischen, atmosphärisch dichten Handlung, ihrer spannenden Inszenierung und der glaubhaften schauspielerischen Leistungen sehr gut an und hatte teilweise sogar noch höhere Einschaltquoten als in Italien.
Regisseur der ersten Staffel war Damiano Damiani, gefolgt von Florestano Vancini. Die meisten späteren Staffeln wurden von Luigi Perelli inszeniert. Die Musik kam von Riz Ortolani und ab der zweiten Staffel von Ennio Morricone. Eine Ausnahme bei der gesamten Besetzung stellten die achte und neunte Staffel dar, die 1999 in Deutschland unter dem Titel Solange es Liebe gibt ausgestrahlt wurden.
Das Fernsehlexikon urteilte: „Spannende, doch brutale Serie, die in Deutschland und fast überall auf der Welt die Zuschauer in ihren Bann zog.“

## Produktion
„Allein gegen die Mafia“ wurde als großangelegtes Vorhaben von einem Team unter der Leitung des italienischen Produzenten Sergio Silva und des renommierten Filmregisseurs Damiano Damiani umgesetzt. Damiani hatte sich unter Kinokennern bereits einen guten Namen mit Mafia-Filmen wie „Der Tag der Eule“ und „Der Clan, der seine Feinde lebendig einmauert“ gemacht.
Die Dreharbeiten nahmen 20 Wochen in Anspruch. 50 Schauspieler und 1500 Statisten wurden beschäftigt. Der Etat betrug die für die damalige Zeit gewaltige Summe von 9 Millionen Deutsche Mark.
Für den italienischen Fernsehsender RAI markierte „Allein gegen die Mafia“ einen Wendepunkt im Bereich seiner Großproduktionen. Anstatt Kinofilme anzukaufen, ging man nun dazu über, selbst zu produzieren. Eine Größenordnung wie „Allein gegen die Mafia“ ließ sich jedoch nur in europäischer Co-Produktion mit dem bundesdeutschen ZDF, dem französischen TF1, dem britischen Channel 4 und weiteren Fernsehanstalten realisieren. Diesem Umstand verdanken die deutschen Fernsehzuschauer auch die Auftritte von Mario Adorf, Gottfried John, Siegfried Lowitz, Gedeon Burkhard, Rolf Hoppe und Anja Kling, die französischen Zuschauer das Mitwirken von François Périer, Bruno Cremer, Nicole Jamet, Patricia Millardet, Xavier Deluc, Pierre Mondy, Marie Laforêt u. a., die schon früher in französisch-italienischen Co-Produktionen aufgetreten waren.

## Hintergrund
Der Originaltitel „La Piovra“ (Der Krake) zeigt noch besser als der deutsche Titel das Thema der Serie, nämlich die „um sich greifende“ organisierte Kriminalität. Dabei war nicht nur die Größenordnung der Produktion, sondern auch der Anspruch der Macher erheblich. Damiano Damiani hatte nichts Geringeres im Sinn, als die Loslösung der Mafia von ihren regionalen, feudalistisch geprägten sizilianischen Ursprüngen und ihre Weiterentwicklung darzustellen.
Der Regisseur konstatierte die Drogengeschäfte als Ausgangspunkt fundamentaler Veränderungen des Gebarens und des Charakters der Mafia: „Durch den Rauschgifthandel stehen der Mafia riesige Mengen von schwarzem Geld zur Verfügung, die ‚weißgewaschen‘ werden müssen“. Als Folge davon drängen die „Freunde der Freunde“ in die etablierten Betätigungsfelder der Hochfinanz und internationaler Märkte, insbesondere den Waffenhandel.
Als die Serie mit der 8. Staffel eine Rückblende in die 1950er Jahre einlegte, wurde der Anspruch der historischen Analyse erneut bekräftigt. Giacomo Battiato, Regisseur der 8. und 9. Staffel, erklärte den Hintergrund: „Erzählt wird der Abfall der alten Mafia von der Ehre hin zur neuen Mafia, die auf Drogenhandel baut, auf Verbindungen zur amerikanischen Mafia, auf die Einführung der Kalaschnikows und des Plastiksprengstoffs“.
„Allein gegen die Mafia“ lehnt sich nicht nur in der historischen und politisch-soziologischen kriminologischen Analyse an der Realität an. Auch die Arbeit der in der Serie auftretenden Ermittler und Polizisten hat in ihrer Hartnäckigkeit, aber auch in ihren nur begrenzten Erfolgen und ihrem oft tragischen Scheitern traurige Vorbilder wie Carlo Alberto Dalla Chiesa, Giovanni Falcone und Paolo Borsellino, die in den 1980er und 1990er Jahren von der Mafia ermordet wurden.
Mehrmals schien es, als hätten die Macher der Serie gar Entwicklungen vorausgesehen. So sagte Remo Girone, er habe manchmal überlegt, ob die Drehbuchautoren Einblick in Ermittlungsakten gehabt hätten. Denn die Verfahren gegen die Mafia hätten oft die Handlung der Filme „verifiziert“.

## Stil und Charaktere
Die FAZ beschrieb 1984 den Einstieg in die erste Folge als typisch für einen damals so genannten „Reißer: die Bilder sind düster, die Atmosphäre ist unheilvoll, die Musik emotionalisierend“. Ein Happy End kommt nicht vor.
Für das Fernsehen der damaligen Zeit bediente sich die Serie in der Gewaltdarstellung einer ungewöhnlichen Härte. Gewalt wird in „Allein gegen die Mafia“ aber nie ästhetisierend eingesetzt, sondern immer als Teil der Dramaturgie und der inneren Logik, als eine, wie es in der dritten Staffel der Bankier Antinari ausdrückt, Art von „Mechanismus“, den sich das Geld geschaffen hat, um seine Macht zu verteidigen.
Am bekanntesten und stilbildend für die Serie ist die Darstellung des Corrado Cattani durch Michele Placido in den ersten vier Staffeln. Michele Placido gelingt es, einen Polizisten zu spielen, der in seiner Unnachgiebigkeit und Integrität, aber auch in seiner Verletzlichkeit und der Begrenztheit seiner Erfolge glaubwürdig ist. Authentizität erlangt die Hauptfigur auch durch die Einbeziehung seines Privatlebens, in dem er in eine zerbrechende Ehe mit Else (Nicole Jamet) auf der einen Seite und eine Beziehung zur drogenabhängigen Titti (Barbara de Rossi) auf der anderen Seite verstrickt ist.

„Michele Placido war schlagartig ein Star. Attraktiv, minimalistisch, mit der Aura eines herrischen Priesters ausgestattet, der ein sehr unpriesterliches Geheimnis in sich trägt.“

So wie Corrado Cattani werden die Figuren unerbittlich hineingezogen in eine Handlung, in der auf viele der Tod durch die Mafiakommandos wartet.
Neben Corrado Cattani ist in den ersten drei Staffeln Avvocato Terrasini die markanteste männliche Figur. Dem 2002 verstorbenen französischen Charakterschauspieler François Périer gelingt eine Darstellung, die ständig und mit kaum merklichen Übergängen changiert zwischen jovialer Freundlichkeit und südlicher Lebensfreude auf der einen Seite sowie kalter, berechnender Grausamkeit auf der anderen. Später nehmen der Bankier Gaetano „Tano“ Cariddi (Remo Girone) und der Schweizer Geschäftsmann Antonio Espinosa (Bruno Cremer) ebenso glaubhaft die Rollen der Gegenspieler der Kommissare ein.
Gerühmt wurden von der Kritik auch die vielschichtigen, oft tragisch endenden Geschichten der Frauen.

## Resonanz in Italien

### La Piovraund Italien
Die Bedeutung von La Piovra für das Italien der 1980er und frühen 1990er Jahre kann nicht hoch genug eingeschätzt werden und geht weit über das hinaus, was eine Fernsehserie im Normalfall bewirken kann. La Repubblica verglich das regelmäßige Verfolgen der Serie, die Sonntags abends lief, mit dem Besuch der Messe, in der zehn Millionen Menschen sich der „Gesetze und Werte, die geschaffen wurden, erinnern“, und in der ihnen vor Augen geführt wird, „dass das Böse existiert und dass man es bekämpfen muss“.
La Piovra hatte in Italien nie wieder erreichte Einschaltquoten von in der Spitze bis zu 65 % und verursachte erhebliches öffentliches Aufsehen.
Der große Erfolg wurde zum einen immer wieder zurückgeführt auf die von Michele Placido gespielte Person des Commissario Corrado Cattani, einen Polizisten, der aufrichtig und ehrlich ist, aber auch menschliche Schwächen hat.
Zum anderen wurde als Ursache des Erfolgs die Nähe der Geschehnisse zur Realität gesehen. Erklärtermaßen verfolgte Damiano Damiani das Ziel, zu zeigen, „wie sich im ganz normalen Leben die Mafia darstellt und dass sich Denunziation und Verrat auch in staatlichen Einrichtungen eingenistet haben“.
Die Serie, deren erste Folge im RAI am 11. März 1984 um 20:30 Uhr gezeigt wurde, löste eine intensive publizistische Auseinandersetzung mit dem Phänomen der Mafia aus. Mehrere Presseorgane brachten Titelgeschichten zum Thema. Der RAI selbst zeigte direkt im Anschluss an die erste Doppelfolge einen landesweit übertragenen Diskussionsabend und unterstrich damit seinen Anspruch der Realitätsnähe. Bei der Diskussion traten unter anderem Witwen von ermordeten Polizisten sowie Bankiers aus Palermo auf. Vergleichbare Sendungen wurden auch in Verbindung mit späteren Staffeln gezeigt. Teilweise, wie nach dem Ende der 4. Staffel, kam es dort zum direkten Aufeinandertreffen der Macher der Serie mit Personen des öffentlichen Lebens, die in der einen oder anderen Weise mit der Mafia konfrontiert waren.
Die folgenden Staffeln wurden weiterhin von großem landesweiten Interesse begleitet. Gestritten wurde unter anderem über die Frage, ob die Serie die Mafia eher hoffähig machte oder ob sie dazu beitrug, dass die Italiener das organisierte Verbrechen nicht mehr als gegeben hinnehmen. Bagio Agnes, Generalintendant von RAI Uno, sah 1989 in La Piovra eine wirksame Unterstützung des Kampfes des demokratischen Staates gegen die Mafia und den Drogenhandel.
Raoul Bova, der in der 8. und 9. Staffel einen sizilianischen Kommissar spielt, verwies 1997 auf den Aufklärungseffekt: „Vor zehn Jahren gab es noch Politiker, die behauptet haben, dass die Mafia überhaupt nicht existiert.“
Aufschlussreich war eine während der 4. Staffel vorgenommene Analyse der Einschaltquoten. Danach war die Zuschauerresonanz im Süden, dem eigentlichen Herkunftsgebiet der Mafia, mit nur 12 % am geringsten. Die größte Zuschauergruppe war identisch mit der Figur Corrado Cattani selbst: „ein Mann durchschnittlichen Alters aus den großen Städten des Nordwestens Italiens“, also vor allem Mailand und Turin. Unter den Berufsgruppen waren die Lehrberufe am stärksten vertreten. Es ist aber zu beachten, dass sich in der 4. Staffel auch die Schauplätze weitgehend nach Norden verlagert hatten.

### La Piovraund die italienische Politik

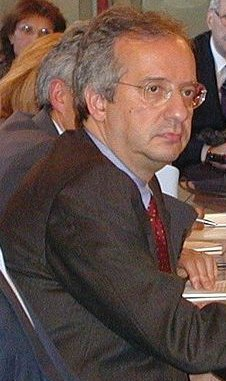
Walter Veltroni: La Piovra hat Italien verändert.

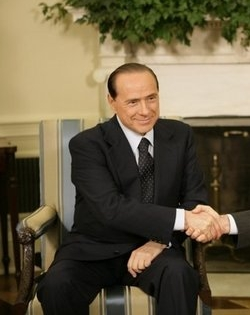
Silvio Berlusconi: La Piovra schädigt das Ansehen Italiens.

La Piovra sprach ohne politische Rücksichtnahmen vielfache und intensive Verbindungen der Mafia in die italienische Verwaltung bis hoch in Regierungsränge an. Es kam zu konkreten Anspielungen auf Personen aus Wirtschaft und Politik und regelmäßig nach Ausstrahlung der Serie setzte das „Spiel um die Identifikation der Charaktere“ ein. So vermeinte die Presse in der vierten Staffel in dem Bankier Philip Rasi den Präsidenten der Mailänder Investmentbank Mediobanca, Enrico Cuccia, den sogenannten „Patriarchen der italienischen Finanzwirtschaft“, zu erkennen. Der entsprechende Bericht in La Repubblica wurde bezeichnenderweise nicht im Feuilleton, sondern unter der Rubrik „Innenpolitik“ veröffentlicht.
Weiterhin wurde von der Serie die Tätigkeit der Geheimloge P2 (Propaganda Due), der unter anderem der mehrfache italienische Regierungschef Silvio Berlusconi angehörte, thematisiert.
Das Wuchern der Mafia über ganz Italien bis hin zum Aufbau eines „Parallelsystems“ zur staatlichen Macht (so der liberale ehemalige Ministerpräsident Giovanni Spadolini) wird in Italien überwiegend als Fakt angesehen. Doch in der Politik fielen die Reaktionen auf La Piovra entsprechend der Zugehörigkeit zu den politischen Richtungen höchst unterschiedlich aus und jede Staffel führte zu schier „endlosen Kontroversen“.
Laut La Repubblica äußerte sich Walter Veltroni (Bürgermeister von Rom und hochrangiger Vertreter des linksgerichteten Partito Democratico) begeistert über eine „Fernsehserie, die Italien verändert hat“, weil sie die Cosa Nostra auf den Bildschirm hole und erzähle, wie die „Mafia, die weltweit den Drogenhandel regelt und schmutziges Geld in gigantischen Finanzgeschäften wäscht, die Kontrolle der Regionen des Landes einnimmt und die Strukturen des staatlichen Apparates und des politischen Systems manipuliert“.
Silvio Berlusconi und andere Politiker der Forza Italia hingegen machten Serien wie La Piovra für „das negative Image Italiens“ verantwortlich und forderten ihre Absetzung, ebenso wie Vertreter der Democrazia Cristiana (DC). DC-Vertreter argumentierten, der Süden werde kriminalisiert, der Staat ständig als Verlierer hingestellt und das Vertrauen der Bürger in die Institutionen untergraben. Schließlich sei die wiederholt von der Serie suggerierte Nähe von DC-Politikern zur Mafia nicht hinnehmbar. Es wurde zwischen der fünften und sechsten Staffel immerhin ein zeitweiliger Stopp der Produktionsarbeiten erreicht.
Nach der siebten Staffel spitzten sich die politischen Kontroversen erneut zu. Sieben sizilianische Bischöfe protestierten und führten wiederum eine so gesehene Diskriminierung Siziliens an. Luigi Perelli antwortete, „die Kultur des Schweigens würde niemandem nützen“.
Franco Zeffirelli, Regisseur und im italienischen Senat Vertreter für die Democrazia Cristiana und später für Berlusconis Forza Italia, sprach von „Schmutz“ und kündigte gar eine Revolte und einen Steuerstreik der Sizilianer an. Aus Angst vor der Mafia kämen keine Touristen mehr nach Sizilien und selbst Londoner Hausfrauen würden im Supermarkt sizilianische Orangen liegen lassen, weil sie meinten, sie würden damit die Mafia finanzieren.
Auch als die achte Staffel die Handlung in die 1950er Jahre zurückverlegte, zeigten sich Vertreter der Rechten wie der Politiker Sebastiano Musumeci, Mitglied der Alleanza Nazionale und vormals der neofaschistischen Movimento Sociale Italiano, erneut unzufrieden, weil es wieder Sizilien sei, dem im Interesse von Einschaltquoten Schaden zugefügt und das in die Isolation gedrängt werde.
Einen neuen Höhepunkt erreichten die Auseinandersetzungen vor der Ausstrahlung der 10. und letzten Staffel mit Sendetermin im Januar 2001. Neben der üblichen Empörung über eine „Diskriminierung Siziliens“ erhoben nun verschiedene Politiker den Vorwurf, die Parlamentswahlen vom 13. Mai 2001 sollten gezielt beeinflusst werden. Es wurde von einer Kampagne gegen das Mitte-rechts-Bündnis Polo und von einer Unterstützung des Mitte-links-Bündnisses L’Ulivo gesprochen. In hitzigen Debatten wurde gar der Vorwurf des „Kommunismus“ erhoben. Dabei kam es zu fast wörtlichen Übereinstimmungen zwischen Politikern der Rechten und getroffenen Aussagen von verurteilten Vertretern der Cosa Nostra wie Totò Riina, der erklärt hatte: „Dieses Zeug ist von Kommunisten für kommunistische Richter gemacht, die dem Ansehen unseres Landes in der Welt schaden wollen.“
Anlass der Konflikte war ein Interview mit dem Hauptdarsteller Remo Girone, der ausdrücklich einen Bezug herstellte zwischen der 10. Staffel, in der der Boss einer illegalen und kriminellen Geheimorganisation im Berufungsverfahren freigesprochen wird, und dem in Italien ausgeübten Druck auf Richter in Anti-Mafia-Verfahren, der durch rechtsgerichtete Politiker, private Fernsehanstalten und Teile der Presse ausgeübt werde. In diesen Äußerungen wurden deutliche Anspielungen auf das Verfahren gegen Giulio Andreotti und auf den Kampf von Silvio Berlusconi gegen die italienische Justiz gesehen, die ihn, wie er mehrfach behauptete, aus politischen Motiven gezielt verfolge.
Silvio Berlusconi zeigte sich noch im Jahr 2009, acht Jahre nach der Ausstrahlung der letzten Staffel, äußerst erbost über die Serie. Er „schwöre“, dass er deren Autoren „erwürgen“ werde, wenn er erfahren werde, wer sie seien. Dass der Medienprofi Berlusconi einige der bekanntesten Produzenten und Regisseure Italiens wie Sergio Silva und Damiano Damiani nicht kennt, erschien allerdings wenig glaubhaft. Die Äußerung des italienischen Regierungschefs fiel, als bekannt wurde, dass die Staatsanwaltschaft erneut wegen Zusammenarbeit mit der Mafia gegen ihn ermittelte.

### Rezeption in der italienischen Fernsehkritik
Die italienische Fernsehkritik war über La Piovra voll des Lobes. Anlässlich der Ausstrahlung der zweiten Staffel griff Klaus Wienert 1986 in der Frankfurter Rundschau eine Pressestimme heraus: „Der Zuschauer wird von einem dramatischen und spannenden Schauspiel gefesselt, das nicht auf grausamen Bildern basiert, sondern auf der Wucht menschlicher, sozialer und psychologischer Konflikte.“
Der Regisseur der zweiten Staffel, Florestano Vancini, bekräftigte 1986 in einem Interview mit La Repubblica den bereits von Damiano Damiani verfolgten Ansatz, alltägliche und menschliche Konflikte in den Blickpunkt zu rücken: „Der Held ist ein normaler Mensch. Er ist ein Mann mit Problemen wie jeder andere auch. Er versucht, seinen Beruf mit größtmöglicher Ehrlichkeit auszuüben. Das ist meines Erachtens der Schlüssel des Erfolgs: die Verbindung von Alltäglichem und Außergewöhnlichem.“
Nach dem 1987 mit der dritten Staffel vollzogenen Wechsel der Regie von den Kinoregisseuren Damiano Damiani und Florestano Vancini an den Fernsehregisseur Luigi Perelli sowie des Drehbuchs von Ennio De Concini an Sandro Petraglia und Stefano Rulli war in der italienischen Fernsehkritik aber nicht mehr durchgängig eine ungeteilte Begeisterung vernehmbar. Aldo Grasso sprach in seinem Standardwerk „Enciclopedia della televisione“ von einem Verlust an Anspruch und an psychologischer Tiefenzeichnung der Charaktere und vermeinte, eine Annäherung an konventionellere Erzählweisen der amerikanischen Serien festzustellen: „Dallas non è passato invano“ (dt.: „Dallas war nicht umsonst“).
Paul D’Agostini meinte in La Repubblica ebenfalls, dass mit dem Ausstieg von Ennio De Concini und mit der Übergabe der Regie an Luigi Perelli der Anspruch der Serie etwas zurückgefahren würde („intenzione di volare un po' più basso“). Auch gerate die Rolle des Regisseurs zunehmend in die eines ausführenden Organs der Produzenten.
Von mehreren Kommentatoren wurde die Befürchtung geäußert, die Serie führe beim Zuschauer zu einer Gewöhnung an das Thema. Vom Fernsehsessel aus lasse sich womöglich die Realität des Mordens und der Korruption bequem und ohne weitere Konsequenzen verfolgen.
Die in den 1950er Jahren spielende achte Staffel fand neben einem insgesamt positiven Echo auch kritische Stimmen. Gualtiero Peirce sah in der Tageszeitung La Repubblica im Zurückverlegen der Handlung ein Zurückweichen gegenüber der „realen Mafia in den Fernseh-Anstalten“. Der entstandene Film mit einer völlig fiktiven Handlung trage den Namen La Piovra „zu Unrecht“. Silvia Fumarola, ebenfalls Mitarbeiterin von La Repubblica und langjährige journalistische Begleiterin der Serie, verwies jedoch auf reale Hintergründe der sizilianischen Entwicklung „von der Armut zum Wirtschaftsboom“ in den 1950er und 1960er Jahren, wie sie die achte und neunte Staffel aufzeige, und erwartete wieder das „unvermeidbare Ratespiel um die Identifikation der Charaktere“.
Allgemein blieb in der italienischen Fernsehkritik die erste Staffel von 1984 über jeden Zweifel erhaben. Selbst ein der Serie kritisch gegenüberstehender Journalist wie Giuseppe d’Avanzo befand, die erste Staffel habe „den Verdienst, die Realität durch die Übertragung in eine Familie zu dechiffrieren und ‚lesbar‘ zu machen.“

## Rezeption in der deutschen Fernsehkritik
In Deutschland avancierte Allein gegen die Mafia als Straßenfeger zum großen Publikumserfolg und erreichte höchste Einschaltquoten. Die erste Staffel wurde vom ZDF – beginnend mit dem 6. Mai 1984 – zur besten Sendezeit sonntags um 19:30 Uhr ausgestrahlt. Die zweite Staffel 1986 lief samstags um 20:15 Uhr.
Bei der Fernsehkritik warf die Serie ihre Schatten voraus. Bereits mehrere Wochen vor dem ersten Sendetermin erschien in der FAZ der erste große Vorbericht mit einer umfangreichen Würdigung der Geschichte des italienischen Mafiafilms.
Die Besprechungen auf den Feuilletonseiten der großen Tageszeitungen nahmen die Serie teilweise kritisch auf. Mehrere Rezensenten störten sich an einem so gesehenen Niveauverlust gegenüber den Genrefilmen des italienischen Autorenkinos der 1960er- und 1970er-Jahre. Unter Cineasten gerühmte Filme wie Wer erschoss Salvatore G.? (von Francesco Rosi) und Der Tag der Eule (von Damiano Damiani selbst) wurden dabei als Maßstab genannt.
Thomas Thieringer beklagte in der Süddeutschen Zeitung eine „Nivellierung der künstlerischen Qualität“ und konstatierte bei Damiani einen Verlust von „Ehrgeiz“. In mehreren Rezensionen der Frankfurter Allgemeinen Zeitung wurde gar die These aufgestellt, der „Niedergang der Mafia-Filme“ beruhe auf dem „Niedergang der Mafia selbst“.
Als weitere Ursache für den behaupteten Qualitätsverlust galt den Fernsehkritikern die „Kommerzialisierung“ und eine Angleichung an amerikanische Vorgaben. Vor allem die US-Serie Dallas war damals der Schreck des anspruchsvollen Fernsehzuschauers. Auch die Entscheidung des RAI, vom Ankauf von italienischen Spielfilmen zur eigenen Produktion von Fernsehserien überzugehen, wurde ausdrücklich bedauert.
Schwer tat sich die Fernsehkritik mit der Herangehensweise Damianis, der zeigen wollte, „wie sich im ganz normalen Leben die Mafia darstellt“. Der damit verbundene Ansatz der Autoren, „eine menschliche, eine private Geschichte“ zu erzählen (Drehbuchautor Ennio De Concini), wurde misstrauisch aufgenommen. So wurde von FAZ-Autor Dietmar Polaczek Regisseur Damiano Damiani zwar eine gewisse Expertise beim Thema der Reihe zugestanden, aber seinem Drehbuchautor Ennio De Concini vorgehalten, er habe eingestandenermaßen gar keine Erfahrung beim Thema Mafia.
Immerhin gestand Wolfgang Würker in einer am Wochenende der deutschen Erstausstrahlung in der FAZ erschienenen Besprechung Allein gegen die Mafia eine gewisse Stringenz zu: „keineswegs zufällig“ spitze sich die private Lebenssituation Corrado Cattanis zu, denn der Commissario gerate mit seiner Familie in den „bisweilen sehr treffend“ abgebildeten „alltäglichen Terror“ in einer kleinen sizilianischen Stadt, der gekennzeichnet sei durch „Drohungen und Verbrechen“.
Trotz aller Zweifel und Bedenken konnte auch Thomas Thieringer in der Süddeutschen Zeitung der Vorgehensweise der Autoren noch Positives abgewinnen: „Diese Verbindung der Mafia-Geschichte mit einer wechselhaft dramatischen Love-Story hat sicher zur Absicht, dem Zuschauer Atempausen mit schönen Szenen fürs Herz zu bieten. Damit soll aber auch die Tragik des Helden deutlich werden: Als rigoroser Moralist wird er seinen Ansprüchen im Privaten nicht gerecht.“
Auch für Klaus Wienert, den Kritiker der Frankfurter Rundschau, wandelte Damiani noch „auf dem schmalen Grat zwischen politischem Engagement und auch unterhaltsamem Action-Kino“.
Der Spiegel setzte sich 1984 von den Kritikern der Tageszeitungen ab und lobte ausdrücklich, dass Damiani sich von den „rigiden Mafia-Anklagen der sechziger Jahre“ abgesetzt habe. Dem „empörenden Plot, aber auch dem italienischen Charme der Serie“ könne man sich „kaum entziehen“.
Im Gegensatz zu Italien hielt sich allerdings ab der zweiten Staffel das Medieninteresse in Deutschland in Grenzen. Die FAZ berichtete gar nicht mehr.
Zur zweiten Staffel (1986) brachte die Süddeutsche Zeitung nur eine kleine Notiz. Die Frankfurter Rundschau hingegen veröffentlichte diesmal gar zwei Berichte über einen „erregenden italienischen Gesellschafts-Reißer“, in dem sie eine „äußerst gelungene Mischung aus Kriminalfilm, Politthriller und Persönlichkeits-Drama“ sah.
Die vierte Staffel (1989) war der Süddeutschen Zeitung und der Frankfurter Rundschau einen Hinweis wert. Ganz ungalant und noch ohne Kenntnis des Begriffs „Spoiler-Warnung“ wurde aber bereits am Samstag vor Ausstrahlung der ersten Folge der Staffel vermeldet, welches Ende diese Staffel nimmt – was in Italien fast wie ein Staatsgeheimnis gehütet worden war.
Anlässlich der Wiederaufnahme der Serie mit der fünften Staffel folgte 1991 im Spiegel ein vor Süffisanz und Sarkasmus tief triefender Verriss, gespickt mit Sentenzen wie: „Schon der französische Philosoph Roland Barthes hat beschrieben, wie das funktioniert: Der Mythos verwandele Geschichte in Natur, verbreite ‚euphorische‘ Klarheit, so dass Verhältnisse und Dinge den Eindruck machen, als ‚bedeuteten sie von ganz allein‘. Genau nach diesem Prinzip arbeitet ‚Allein gegen die Mafia‘.“ Dennoch ziehe das Werk „den Zuschauer unmerklich in seinen Bann“. Warum letzteres so ist, teilte der Kritiker nicht mit.
Die achte und neunte Staffel wurden im ZDF zusammengezogen und 1999 unter dem melodramatischen Titel Solange es Liebe gibt ausgestrahlt. Damit versuchte das ZDF, das Publikum zu gewinnen, schreckte jedoch die seriöse Fernsehkritik der überregionalen Printmedien schon im Vorfeld ab.
Harald Keller, Kritiker der Frankfurter Rundschau, wagte es aber und fand die erste Folge „wider Erwarten so schlecht nicht“. Im Gegensatz zu seinen Kollegen, die 15 Jahre vorher die Messlatte des italienischen Autorenkinos angelegt hatten, nennt Herald Keller den US-Spielfilm Der Pate als stilbildend für das Genre des „Mafia-Epos“. Nach den Regeln dieses Metiers werde „streng und stimmig“ eine „Geschichte komplexer zwischenmenschlicher Beziehungen“ erzählt. Zu einer Ausnahme mache diese Serie „die Ausweitung der Perspektive“, mit der das Publikum „ein komplexes soziales Gefüge“ kennenlerne und die „fast schon einer Marginalisierung der Hauptidentifikationsfiguren“ gleich komme.
Barbara Sichtermann fand in der Zeit die achte und neunte Staffel nicht uneingeschränkt gelungen, lobte jedoch die Nebenhandlung, die unkonventionelle Musik sowie Kameraführung und Schnitt.
Mehr als 20 Jahre nach der Erstausstrahlung kam Film- und Fernsehregisseur Dominik Graf in der FAZ zu einem eindeutigen Urteil: „Man hat vom ersten Moment der Serie an – einer langen Autofahrt eines Fernsehteams in der Morgendämmerung zu einem Erschossenen am Rand der Stadt – den Eindruck einer souveränen Beherrschung von Dramaturgie, Psychologie, knapper TV-Erzählzeit, engem Kleinstadtraum, von äußerer Spannung und von allen inneren Konflikten.“

## Inhalt der Staffeln

### Erste Staffel (1984)

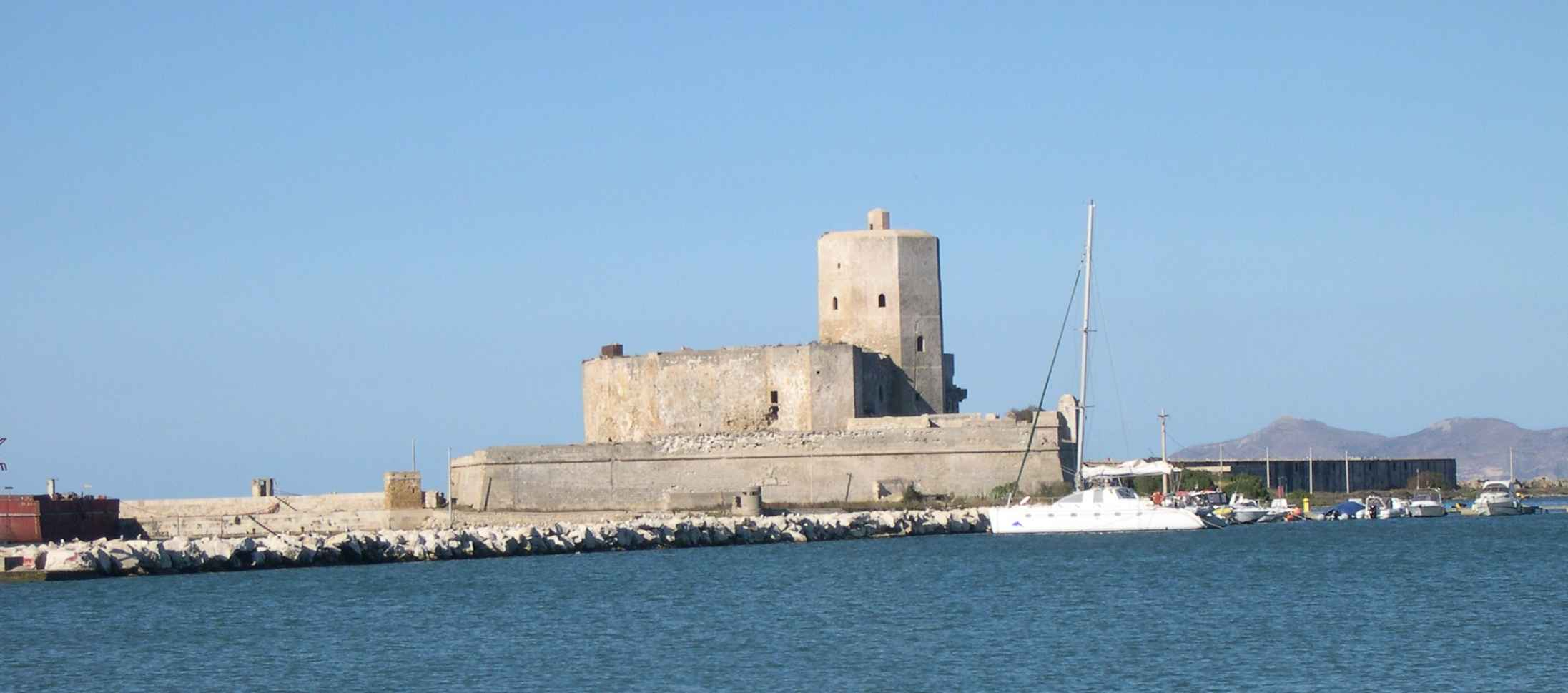
Schauplatz: Hafen von Trapani

Die erste Staffel mit sechs Folgen à 60 Minuten lief ab dem 11. März 1984 in Italien bei Rai Uno, jeweils sonntags und montags um 20:30 Uhr, und wurde in Deutschland vom ZDF ab dem 6. Mai 1984, jeweils sonntags um 19:30 Uhr, ausgestrahlt. Regisseur war Damiano Damiani, die Musik stammte von Riz Ortolani. Gedreht wurde an Schauorten in Rom und Trapani (Sizilien). Die Szenen in den Bergen und am See entstanden in Horgen (Schweiz) und am Genfersee.
Commissario Corrado Cattani wird von Rom nach Sizilien versetzt. Cattani zieht mit seiner Frau Else, mit der er häufig Streit hat, und seiner am Beginn der Pubertät stehenden Tochter Paola in eine namentlich nicht genannte Kleinstadt, in der er die Nachfolge des ermordeten Kommissars Marineo übernehmen soll.
Corrado Cattani stört durch seine Ermittlungen Geschäftsleute der sizilianischen Stadt, die, wie es scheint, mehr oder weniger alle in unsaubere Geschäfte verwickelt sind. In der Folge versucht die Mafia, Einfluss auf Corrado zu nehmen. Ein ganzes Spektrum von Maßnahmen wird eingesetzt, um Corrado Cattani gefügig zu machen. Man überreicht seiner Tochter ein teures Geschenk, man umgarnt seine Frau, und an ihn selbst macht sich die stolze Architektin Contessa Olga Camastra heran, mit deren Bauprojekten Drogengelder der Mafia gewaschen werden. Schließlich wird Cattanis Mitarbeiter Vice-Commissario Leo De Maria von einem Mafia-Schergen in einem Café erschossen. Das Attentat auf Leo ist eine der brutalsten Szenen der ganzen Serie.
Als Corrado weiter unnachgiebig ist und auch ein Attentat auf ihn fehlschlägt, greift die Mafia zu einem letzten Plan, der Entführung von Corrados Tochter Paola. Damit bricht sie Corrados Persönlichkeit förmlich. Aus dem stolzen Commissario wird ein williges Nervenbündel. In panischer Angst um seine Tochter erfüllt er alle Forderungen der Mafia und widerruft seine Aussagen.
Beim Vorgehen der Mafia erweist sich Avvocato Terrasini als die lokale Schlüsselfigur, selbst aber abhängig von hochrangigen Strippenziehern in Rom. Terrasini ist ein mit allen Wassern gewaschener Anwalt, immer verbindlich und jovial im Auftreten, aber knallhart seine Interessen durchsetzend. Selbst die Ankündigung eines Mordes dem Opfer gegenüber klingt bei Terrassini noch freundlich und geschäftsmäßig.
Am Schluss entgleitet den kühlen Geschäftsleuten aber das Geschehen, als Paola vor ihrer Freilassung von einem Mafia-Schergen vergewaltigt wird und ein schweres Trauma davonträgt. Die drogenabhängige Contessa Raffaella „Titti“ Pecci Scialoia, deren Mutter zusammen mit Marineo erschossen worden war und die mit Corrados Hilfe versuchte, vom Heroin und von ihrem Dealer Sante Cirinnà wegzukommen, kommt bei einem Fenstersturz ums Leben.
Corrado quittiert den Dienst und zieht mit seiner Frau Else, die schon vorher nach einer schweren Ehekrise Sizilien verlassen hatte, in eine kleine, an einem See liegende Stadt in der Schweiz. Dort wird Paola in einem Hospital behandelt. Sizilien liegt, so scheint es, weit hinter Corrado Cattani.
Die erste Staffel von Allein gegen die Mafia überzeugt unter anderem durch die eindringliche und facettenreiche Darstellung, wie die drei Menschen aus Rom in das Geschehen in der sizilianischen Stadt hineingezogen werden, ohne sich wirklich wehren zu können. Else erliegt den Werbungen des korrupten Schönlings und lokalen Fernsehmoderators Nanni Santamaria, Corrado kann wegen seiner Beziehung mit Titti Beruf und Privatleben nicht mehr trennen und Paola wird Opfer sowohl der krisenhaften Ehe ihrer Eltern als auch des Berufs ihres Vaters.
In einer weniger moralisierenden als fast dokumentarischen Art wird die sizilianische Gesellschaft als von der Cosa Nostra durchdrungen gezeigt, welche überall präsent ist, im Fernsehen, bei der Staatsanwaltschaft, bei der Polizei und sogar im Gefängnis. Selbst die Bauarbeiter protestieren, als gegen die Architektin Olga Camastra ermittelt wird, die mit den Bauprojekten Geld wäscht. Auch die Jobs auf dem Bau sind Teil des mafiösen Systems.

### Zweite Staffel (1986)

#### Hintergrund
Die zweite Staffel mit sechs Folgen zu je 60 Minuten wurde in Italien vom Rai Uno ab dem 12. Januar 1986, jeweils sonntags und montags um 20:30 Uhr, und in Deutschland vom ZDF ab dem 25. Oktober 1986, jeweils samstags um 20:15 Uhr, gezeigt. Das ZDF zeigte zur Einstimmung der deutschen Zuschauer vorab ab dem 10. Oktober 1986, jeweils zu mitternächtlicher Stunde von Freitag auf Samstag, die erste Staffel nochmals in Doppelfolgen.
Dass es überhaupt zu einer zweiten Staffel kam, war umstritten. Regisseur Damiano Damiani hielt es für einen Fehler, Fortsetzungen zu drehen, und Drehbuchautor Ennio De Concini musste von Produzent Sergio Silva erst einmal überredet werden.
Regie führte dann der ebenfalls vom Kino her kommende Florestano Vancini, der sich unter anderem mit dem Polit-Drama Die Ermordung Mateottis einen Namen gemacht hatte. Die Filmmusik wurde ab jetzt bis zum Ende der Serie von Ennio Morricone komponiert. Gedreht wurde an den bisherigen Schauorten in Rom und Trapani sowie in Gallipoli (Apulien), Horgen (Schweiz) und am Genfersee. Trotz der personellen Veränderungen können die ersten beiden als die klassischen Staffeln der Serie angesehen werden, knüpfte Vancini doch an die Regie von Damiani an, war auch Ennio De Concini nochmals für das Drehbuch verantwortlich, und spielten in der Handlung die Geschehnisse um Else und Paola Cattani weiter eine große Rolle.
In der zweiten Staffel verlagert sich der Focus zunehmend auf internationale Geschäfte der sizilianischen Mafia. In den Blickpunkt geraten amerikanische Verbindungen sowie die Kontakte in den italienischen Regierungsapparat. Eine zentrale Rolle spielt hierbei eine Geheimloge, was eine offene Anspielung auf die Loge P2 war, die in den 1980er-Jahren in Italien aufgedeckt wurde.

#### Handlung

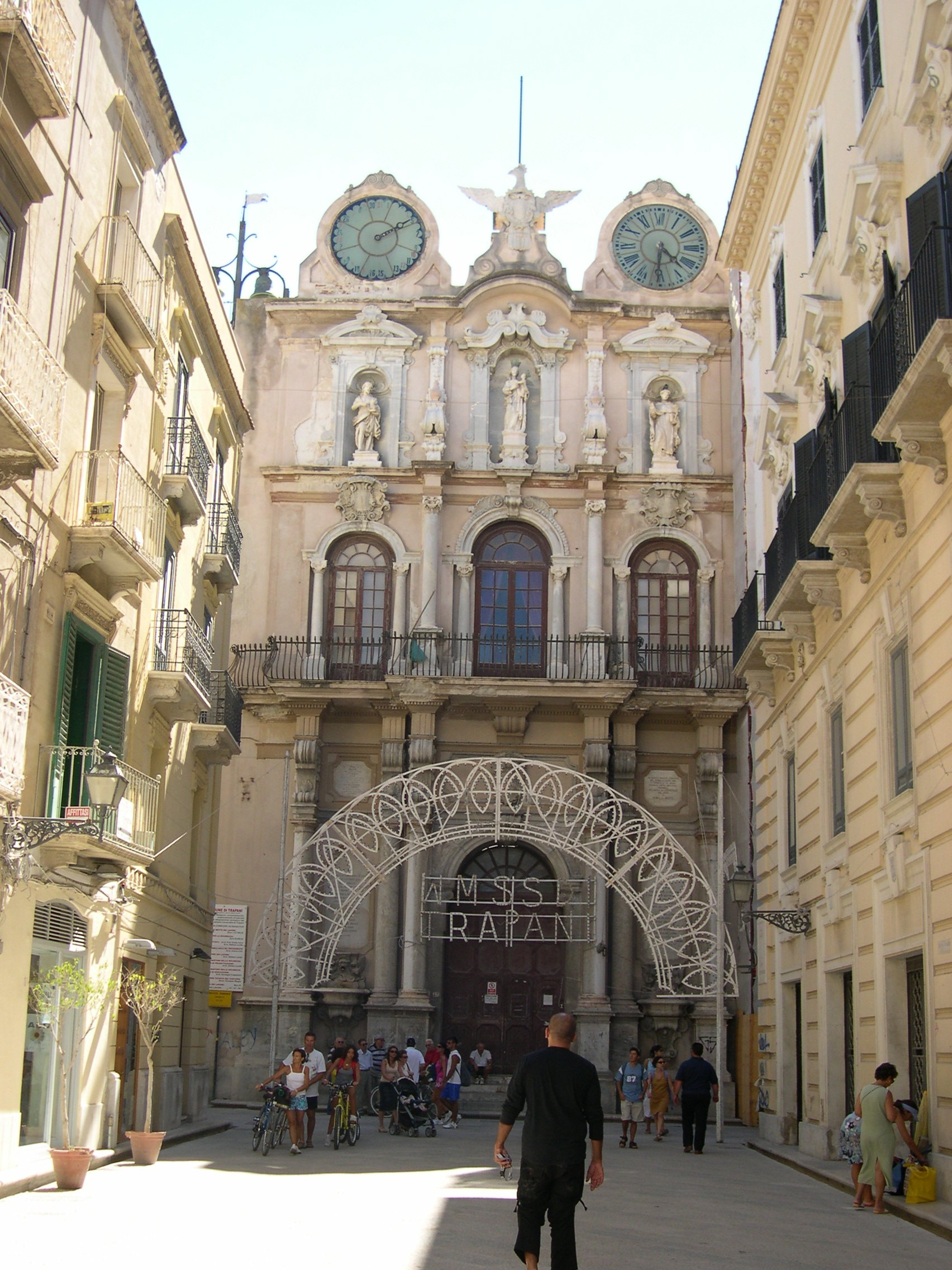
Schauplatz: Altstadt von Trapani

In den ersten beiden Folgen musste der eigentlich abgeschlossene Handlungsfaden der ersten Staffel wieder aufgenommen werden. Die Macher der Serie entschlossen sich dazu, alle Figuren, die im Verlauf der zweiten und weiterer Staffeln keine „Rolle mehr spielen“ sollten, liquidieren beziehungsweise tödlich verunglücken zu lassen.
Und Corrado Cattani, der den Polizeidienst quittiert hatte, musste dazu bewegt werden, wieder ins Geschehen einzugreifen. Zu diesem Zweck taucht Colonel Ettore Ferretti auf, ein moralisch integrer hoher Mitarbeiter von Corrados langjährigem Freund und Mentor Sebastiano Cannito. Der korrupte Cannito hat mit Hilfe der Loge einen hohen Posten im Geheimdienst erhalten und ist tief in die Geschäfte der Mafia verstrickt, was Ferretti aufdecken will.
Zu Beginn der Handlung verunglückt Corrados immer noch traumatisierte Tochter Paola. Corrado beschließt, in Sizilien nach den Verantwortlichen für Paolas Entführung zu suchen. Dort läuft er jedoch in eine Falle und wird von einem korrupten Staatsanwalt in Untersuchungshaft genommen. Aus der lebensbedrohlichen Situation, in die er dort gerät, kann ihn nur ein Pakt mit seinem größten und gefährlichsten Gegner retten: Avvocato Terrasini.
Die Hauptspannung zieht die zweite Staffel daraus, dass Corrado Cattani undercover als Assistent des mächtigen Cannito arbeitet. In dieser Rolle muss er eng mit den Leuten zusammenarbeiten, die für den Tod seiner Tochter und mehrerer seiner Kollegen verantwortlich sind. Mit der Contessa Olga Camastra geht er gar eine Liebesbeziehung ein. Später wird er zu ihr sagen: „Das waren keine vertrauten Gespräche, das waren Verhöre“.
Die übermenschliche Anstrengung, die die Mehrfachrolle als gezeichnetes Mafiaopfer, als kühl kalkulierender Doppelagent und als engvertrauter Logen- und Mafia-Assistent Corrado Cattani abverlangt, wird von Michele Placido meisterlich und hochgradig glaubwürdig dargestellt.
Dadurch, dass Corrado in Fraktionskämpfe der Loge und der Mafia hineingerät, wird für ihn die Lage nicht einfacher. Als sein Partner Ferreti liquidiert wird, ist er vollends auf sich allein gestellt. Nur seine von ihm getrennt lebende Frau Else, die weiter an einem See in den Alpen lebt, bleibt ihm noch als Gesprächspartnerin.
In der letzten Folge der zweiten Staffel hat Corrado genug Beweismaterial, damit die noch lebenden, rechtschaffenen Staatsanwälte Anklage gegen zentrale Figuren des organisierten Verbrechens erheben können. Else Cattani stirbt bei einem Attentat in den Händen von Corrado.

### Dritte Staffel (1987)

#### Hintergrund
Die dritte Staffel wurde in Italien von Rai Uno, beginnend mit dem 5. April 1987, jeweils sonntags und montags am Abend um 20:30 Uhr und in Deutschland vom ZDF ab dem 20. September 1987 ausgestrahlt. In Italien ging der Ausstrahlung der ersten Folge wieder eine längere Dokumentation mit dem Titel Die Mafia – Geschichte eines Phänomens voraus.
Mit der dritten Staffel war Allein gegen die Mafia endgültig ein langfristig geplantes Serienunternehmen geworden. So wurde schon Monate vor Sendebeginn der dritten Staffel über die Pläne für die vierte gesprochen. Die Serie wurde nun in 77 Staaten, unter anderem auch in die Sowjetunion, verkauft.
Es kam auch jedoch zu einschneidenden Veränderungen bei der Produktion. Die Regie ging nun an Luigi Perelli über, der im Gegensatz zu seinen Vorgängern Damiano Damiani und Florestano Vancini bisher überwiegend als Fernsehregisseur gearbeitet hatte.
Von Ennio De Concini übernahmen Sandro Petraglia und Stefano Rulli das Drehbuch. Das Team Petraglia/Rulli wurde Anfang der 1990er Jahre auch bekannt durch einschlägige Filme wie Gestohlene Kinder und die Verfilmungen von Polit-Skandalen wie des nie geklärten Abschusses des Itavia-Flugs 870 („Il muro di gomma“) oder der unter dem Namen Tangentopoli bekannt gewordenen tief korrupten Mailänder Verwaltung („Il portaborse“). Ennio De Concini wurde, wie auch in den nächsten Staffeln, weiterhin unter der Bezeichnung „Soggetto“ (dt. „Idee“) geführt.
Gedreht wurde auf Naxos und Taormina (Sizilien), in Mailand und in der ehemaligen Abtei „San Pietro in Valle“ in Umbrien.
Zunächst war für die dritte Staffel eine großangelegte Internationalisierung der Schauorte geplant, insbesondere sollten Teile der Handlung in die USA verlegt werden. Wohl aus Kostengründen nahm RAI aber von diesen Plänen wieder Abstand. Der Ausstieg von Ennio De Concini wurde von der Presse in einen Zusammenhang damit gebracht.
Sergio Silva, Mentor und Produzent der Serie behauptete zwar auf einer Pressekonferenz Ende November 1986, der wahre Grund für die Rücknahme der US-Pläne sei der Wunsch gewesen, „Authentizität“ zu bewahren. Tatsächlich wurde später aber vielfach an internationalen Schauorten, auch in den USA, gedreht.
Die Einschaltquoten in Italien waren weiterhin sehr hoch, begannen aber eine leicht rückläufige Tendenz zu zeigen. Hatten noch durchschnittlich 15 Millionen Zuschauer die ersten beiden Staffeln verfolgt, was einer Quote von weit mehr als der Hälfte entsprach, waren es nun noch durchschnittlich 12 Millionen Zuschauer.

#### Handlung
Entsprechend dem Erzählmuster der Serie führt die dritte Staffel Corrado Cattani nochmals in eine höhere Ebene des organisierten Verbrechens. Es ist nun nicht mehr die historisch gewachsene mafiöse sizilianische Welt der „Ehre“ und der „Demut“, der Omertà, vielmehr sind es die kalten Zahlen der Bilanzen der im großen Maßstab aufgezogenen illegalen Geschäfte, die in den Top-Etagen des internationalen Verbrechens den Ton angeben. Verstrickt hierin sind die großen Banken Italiens. Nicht überkommene patriarchalische Gesellschaftsformen bestimmen nun die Handlungen der Personen, sondern die nackte Macht des Geldes.
Beim Kampf um Provisionen aus den Geschäften und um einträgliche Posten in den Aufsichtsräten gehen Mafia und Loge mit derselben gnadenlosen Härte in den eigenen Reihen vor wie bisher nur gegen ihre externen Gegner. Auf diesem Parkett wird auch Avvocato Terrasini nicht mehr bestehen können.
Wieder erlebt Corrado, dass seine Partner und Vertrauten ums Leben kommen und er tiefer in die Isolation gerät. Von Staffel zu Staffel entkommt er immer knapper seinen übermächtigen Gegnern. Erneut sind es auch Mafia-Bosse selbst, die ihm einen Aufschub seiner Lebenszeit gewähren.
Es gelingt den Machern der Serie erneut, in vielschichtiger und differenzierter Weise darzustellen, wie sich die Macht der vom Verbrechen organisierten Verhältnisse Bahn bricht in die Handlungen der Personen hinein.
Corrado wird auf schicksalhafte Weise beruflich und privat hineingezogen in das Umfeld der Großbankiersfamilie Antinari und wird Zeuge von schrecklichen Ereignissen, die er nicht verhindern kann. Wieder entziehen sich am Ende alle Schuldigen auf ihre Weise dem Zugriff der Justiz.
In der Bankiersfamilie Antinari beginnt auch die Karriere des Emporkömmlings „Tano“ Carridi, der in der weiteren Handlung eine zentrale Rolle spielen wird.

### Vierte Staffel (1989)

#### Hintergrund

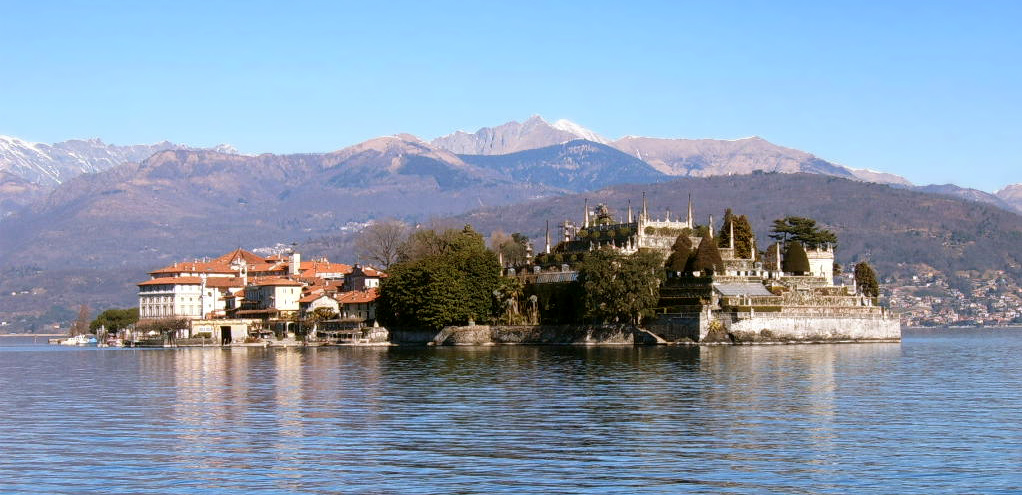
Schauplatz: Lago Maggiore. Die herrschaftliche Villa von Tano und Esther befindet sich am Lago Maggiore mit Blick auf die Borromäischen Inseln.

Die vierte Staffel von Allein gegen die Mafia lief im Rai Uno ab dem 5. März 1989, jeweils sonntags und montags um 20:30 Uhr. Das ZDF strahlte die Staffel ab dem 17. September 1989 in einer ungewöhnlichen Reihenfolge aus: die ersten drei Folgen sonntags bis dienstags und die letzten drei Folgen eine Woche später erneut sonntags bis dienstags, meistens zur besten Sendezeit um 20:15 Uhr.
In Italien erreichte die vierte Staffel entgegen der in der dritten Staffel gezeigten leicht rückläufigen Tendenz der Einschaltquoten nochmals durchschnittlich über 14 Millionen Zuschauer, was einem Anteil von 51,37 % entsprach. Die letzte Folge hatte sogar 17,2 Millionen Zuschauer, was einem langjährigen Spitzenwert für Italien entsprach.
Zwei Tage nach der letzten Folge, am 22. März 1989, wurde in RAI Tre eine Sendung ausgestrahlt, an der die Crew von Allein gegen die Mafia (Produzent, Regisseur, Drehbuchautoren, mehrere Schauspieler) sowie Personen des öffentlichen Lebens teilnahmen, um die Realitätsnähe der Serie zu diskutieren.
In der vierten Staffel, in der die einzelnen Folgen erstmals Spielfilm-Länge hatten, spielte sich das Geschehen der inneren Logik der Serie entsprechend auf der nächsthöheren Stufe der illegalen und halblegalen Geschäftsaktivitäten der „ehrenwerten Gesellschaft“ ab. Die Autoren hatten weiterhin den Anspruch, die Mafia-Strukturen und ihre historische Entwicklung aufzuzeigen. Durch die Wahl der Handlungs- und Drehorte von den oberitalienischen Seen über Mailand und Rom bis ins tiefste Sizilien wurde die Ausbreitung der Mafia-Netzwerke über ganz Italien gezeigt.
Die Produktion war erneut in einem großen Maßstab angelegt und auch von der italienischen Polizei wohlwollend unterstützt. Mehrere Hundertschaften sollen geholfen und in Mailand ganze Stadtviertel für die Dreharbeiten abgeriegelt haben (Wienert 1989).
Letztmals wirkte Michele Placido in der Rolle des Commissario Corrado Cattani mit. Placido hatte selbst den Entschluss gefasst auszusteigen, um sich nach 5 Jahren wieder anderen Projekten zu widmen und nicht als Schauspieler dauerhaft nur mit Cattani identifiziert zu werden. Das Schicksal des Helden Corrado Cattani beschäftigte schon Wochen vorher die italienische Öffentlichkeit und es gab viel Rätselraten, welches Ende es mit dem Kommissar nehmen würde. Alleine die Zeitung La Repubblica brachte an einem einzigen Tag mehrere Berichte zum Thema. Es wurde gar spekuliert, ob Rai Uno ein alternatives und positiveres Ende der vierten Staffel gedreht habe.
Wie stark im damaligen Italien Schauspieler Michele Placido und Rolle Corrado Cattani miteinander verwachsen und wie tief auch die Gräben zwischen den politischen Lagern waren, zeigte eine Reaktion der Drehbuchautoren Petraglia und Rulli sowie anderer RAI-Vertreter auf einer Pressekonferenz. Den Wunsch Placidos aufzuhören könne man zwar gut verstehen, aber nun wolle er für einen Sender arbeiten, der ausgerechnet zu Silvio Berlusconis Fininvest-Gruppe gehörte, und das sei „falsch“. Pikanterweise wurde für das Projekt auch noch Drehbuchautor Ennio De Concini engagiert.
Laura delli Colli kommentierte diesen Vorgang in „La Repubblica“ wie folgt:

„Ein wahrer Held muss am Ende sterben. Vor allem wenn er bei Fininvest unterschreiben will.“

Das Vorhaben, eine mehrteilige Fernsehserie, in der Michele Placido einen Journalisten spielen sollte, wurde aber offenbar nie realisiert.

#### Handlung
Gaetano „Tano“ Cariddi baut zielstrebig und skrupellos seine Position in der Antinari-Bank aus. Um die Alleinherrschaft über die Bank zu erhalten, musste zunächst Giulia Antinari bei einem „Badeunfall“ ertrinken. Weitere Anteile verspricht er sich durch die Übertragung des Sorgerechtes für Greta Antinari, die kleine Schwester Gulias. Damit wird Tano endgültig zum Todfeind von Corrado Cattani. Zunächst verweigert sich jedoch die Vormundschaftsrichterin.
Tano hat sich in der Antinari Bank mit modernster Kommunikationstechnik die Möglichkeiten geschaffen, globale Devisen- und Aktiengeschäfte vorzunehmen. Er versucht, die Mafia für solche legalen Geschäfte zu gewinnen und schmiedet ein Bündnis mit dem mächtigen Mafiaboss „Pupparo“. Als Instrument für die Devisengeschäfte haben die neuen Partner die börsennotierte „Internationale Versicherung“ auserkoren.
Den zunächst widerspenstigen Präsidenten der Versicherung Filippo Rasi erpresst Tano mit Hilfe des mysteriösen Schweizer Geschäftsmannes Antonio Espinosa, der über geheime Dossiers der Verfehlungen führender Wirtschaftskapitäne und Politiker verfügt. Damit nicht genug, verfolgt Tano den perfiden Plan, Rasis Tochter Esther mit einer Pro-Forma-Heirat an sich zu binden. Vater und Tochter willigen ein, weil sie glauben, damit das Schlimmste abwenden zu können.
In einer Parallelhandlung taucht der Sizilianer Salvatore „Acciduzzo“ Frolo (gespielt von Mario Adorf) auf, der am Casino-Besitzer Tindari Rache für ein Jahrzehnte zurückliegendes grausiges Mafia-Verbrechen nimmt. Commissario Corrado Cattani findet heraus, dass es eine Verbindung zum „Pupparo“ geben muss, der seit langem untergetaucht ist und unerkannt von einem einsamen Gehöft aus die Fäden zieht – daher auch der Spitzname „Puppenspieler“.

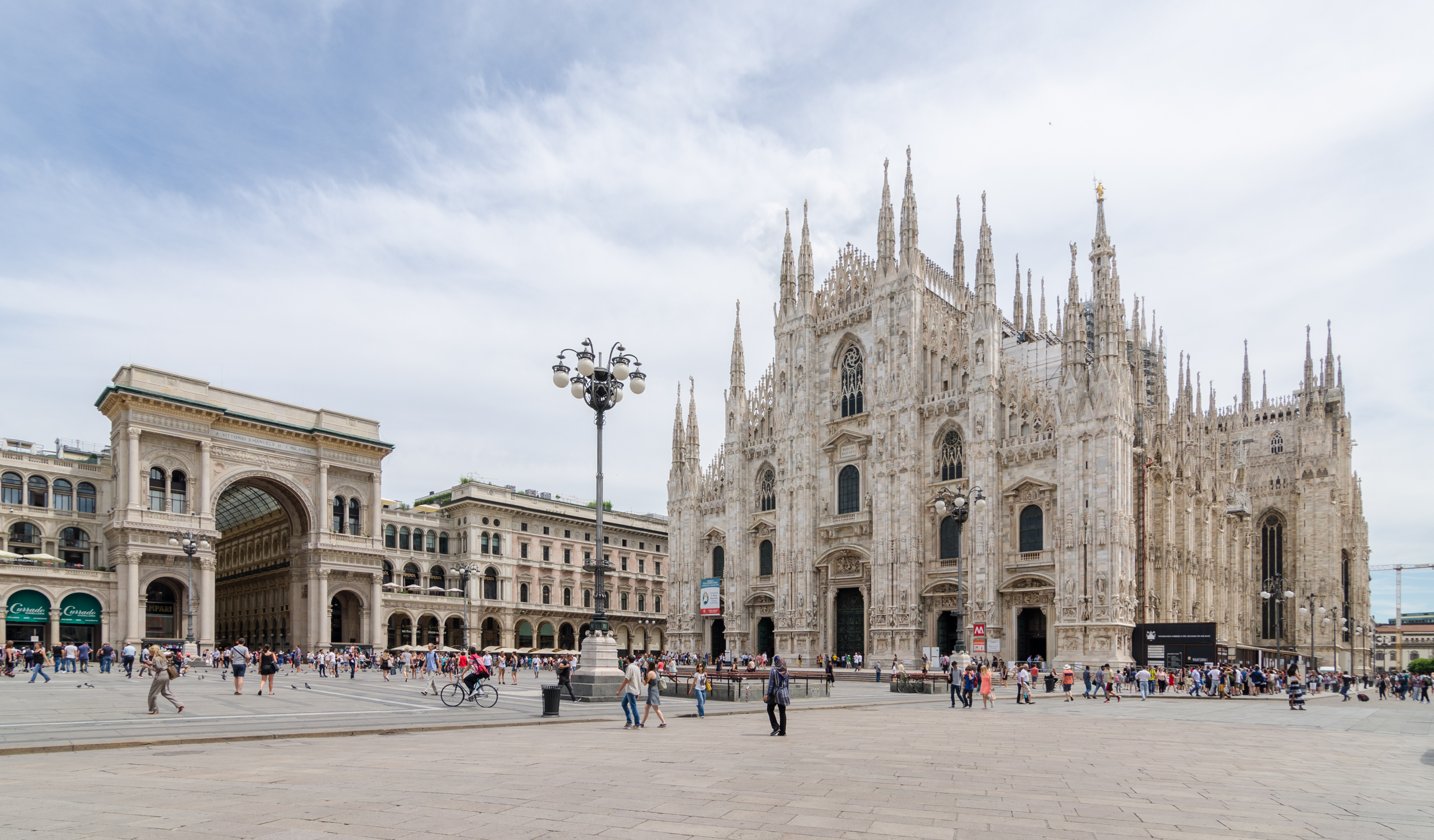
Schauplatz: Mailand. Im Restaurant gegenüber dem Mailänder Dom gesteht Tano Esther seine Liebe.

 In dieser Angelegenheit ermittelt auch ein Ex-Journalist, der der Lösung sehr nahekommt, bevor er zusammen mit Tindaris Witwe Emma, die ihm Beweismittel übergeben will, ermordet wird. Es gelangt jedoch noch ein Bild in die Hände der Polizei, das ein junges Mädchen zeigt, dessen Identität zunächst unklar ist. Später wird sich herausstellen, dass es sich um Paola Frolo, die verschollene Tochter von „Acciduzzo“ handelt.
Unterdessen spitzen sich die Ereignisse um die Internationale Versicherung weiter zu. Filippo Rasi wird von Tano Cariddi und vom mächtigen, in Ascona lebenden Finanzmagnaten Antonio Espinosa so unter Druck gesetzt, dass er keinen anderen Ausweg mehr als Selbstmord sieht.
Esther beschließt, ihren Vater zu rächen und Corrado Beweise gegen Tano zu liefern. Um dessen Vertrauen zu gewinnen, bietet sie ihm an, die Ehe zu vollziehen. Für die hinreißend schöne, aber zerbrechliche Esther Rasi beginnt in der Villa am Ufer des Lago Maggiore eine schwierige Zeit, und kaum, dass sie codierte Aufzeichnungen entdeckt, wird ihr Mann Tano misstrauisch und beginnt, sie observieren zu lassen.
Tano selbst steht zwischen der mächtigen Mafia-Gruppe um den Puppenspieler auf der einen Seite und Espinosa auf der anderen. Espinosa (herrlich verrucht und moralisch verkommen gespielt von Bruno Cremer, der später im französischen Fernsehen die „Kommissar Maigret“-Rolle verkörperte) will ein gigantisches Geschäft mit Atommüll einfädeln und braucht dazu die Mafia, in deren Besitz sich eine kleine, unbewohnte Insel befindet, deren verlassene Bergstollen als versteckter Lagerplatz dienen sollen.
Der Puppenspieler weigert sich jedoch trotz großzügiger Beteiligungsangebote, die Insel, Teil seiner sizilianischen Heimat, herauszugeben, und wird dadurch zum Hemmnis für die Cosa Nostra selbst.
Für Corrado Cattani aber wird die Lage immer bedrohlicher. Ein Mafia-Kommando hat sich auf den Weg nach Mailand gemacht, um ihn endlich „auszuschalten“. Corrado entgeht mehrmals den Killern, aber die Untersuchungsrichterin Silvia Conti (gespielt von Patricia Millardet), die sich der Mafia entgegenstellt, wird brutal zusammengeschlagen und vergewaltigt.

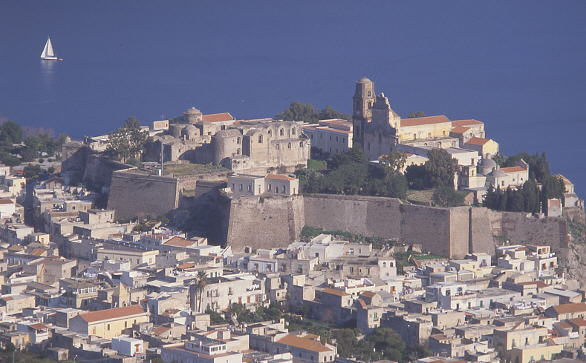
Corrado kehrt mit Silvia Conti ein letztes Mal nach Sizilien zurück. Der eigentliche Schauplatz Salemi wurde im Film nach Lipari (Bild) verlegt.

 Zusammen mit Silvia Conti, mit der er seine letzte Liebesbeziehung haben wird, kehrt der Commissario ein letztes Mal nach Sizilien zurück, wohin die Spur des Fotos des jungen Mädchens führt. Im Städtchen Salemi (im Film ans Meer verlegt) finden Corrado und Silvia Paolas leeres Grab.
In den letzten beiden Folgen der 4. Staffel nehmen die Geschehnisse überraschende Wendungen.
Salvo, der Bruder des Pupparo, will diesen nach Rücksprache mit dem obersten Führungsrat der Cosa Nostra aus dem Weg räumen, wird jedoch selbst vom langgedienten Mafia-Killer Salieri Santuzzu erschossen, der als letzter dem Pupparo treu ergeben ist. Daraufhin macht sich der Puppenspieler auf den Weg nach Mailand zum Commissario, denn dieser hat Paola Frolo unter dem Namen Lorella de Pisis in einem Schweizer Internat entdeckt und nach Mailand geholt. Der Puppenspieler, so stellt sich nun heraus, ist der Adoptivvater von Paola. Tindari hatte Paola nicht ermordet, sondern sie nach einem von der Mafia herbeigeführten Unfall aus einem brennenden Wagen herausgeholt und zunächst in einem Klosterinternat in der Nähe von Salemi versteckt, bevor der Pupparo sie adoptierte.
Der Pupparo – dem Zuschauer bisher als übelster Schurke dargestellt – bekennt sich als Vertreter des traditionellen, feudalen Selbstverständnisses der sizilianischen Mafia, das auf „Ehre“ und jahrhundertelangen Traditionen beruhte. Den Einstieg der Mafia in den Drogenhandel erkennt er als Fehler, genauso wie er nun die Lagerung von strahlendem Atommüll in seiner Heimat ablehnt, auch wenn damit gewaltige Profite verbunden sind. Der Puppenspieler – ohnehin nach seinem Zerwürfnis mit der Cosa Nostra erledigt – bietet Corrado Cattani gar an, sich als Kronzeuge zur Verfügung zu stellen.
Cattani, von düsteren Vorahnungen gezeichnet, ist mit der Hilfe von Esther Rasi weiter Tano auf der Spur, der seinen Generalangriff auf die Internationale Versicherung vorbereitet. Aber gleich dem Puppenspieler hat auch Tano, perfekt und kalt wie eine Maschine, eine menschliche Schwäche: er hat sich in Esther verliebt und zögert deshalb, als ihm dämmert, dass sie ihn hintergehen könnte.
Unterdessen wird auch der Mann Silvia Contis, Ernesto, der eine Korruptionsaffäre in einem Mailänder Vorort aufdecken will, ermordet. Drahtzieher ist der angesehene Senator Ettore Salimbeni. Von Salimbeni werden die feierliche Eröffnung eines Altenheims und der Mordauftrag an Ernesto Conti fast in einem Atemzug erledigt.
Tano gelingt es, mit einem genial geplanten Börsenmanöver an der „Internationalen Versicherung“ eine Sperrminorität zu übernehmen. Zufrieden und erstmals mit einem Lächeln auf den sonst kühlen, fast eingefrorenen Gesichtszügen macht er sich von Mailand auf den Weg nach Hause in die Villa am Lago Maggiore. Dort eröffnet ihm Esther, dass sie alle Geschäftsgeheimnisse an Cattani verraten hat und bekennt sich zu tiefem Hass und Abscheu ihm gegenüber. Als Tano erkennt, dass er alles verloren hat und auch in seiner Liebe zu Esther getäuscht wurde, verliert er völlig die Fassung und brüllt wie ein angeschossenes Tier. Esther überlebt ihre Offenbarung nicht. Cattani kommt zu spät und wird gerade noch von seinem Assistenten davon abgehalten, Tano zu erwürgen.
Kurz zuvor hatte Corrado Cattani den Puppenspieler und den ihm ergebenen Killer Santuzzu gerade noch dem Zugriff der Mafia entzogen. Es gelang sogar, die obersten Vertreter der Cosa Nostra davon zu überzeugen, der Pupparo sei tot. Dieser beginnt nun seine umfassenden Aussagen gegenüber der Staatsanwaltschaft. Nur als er von der Richterin Silvia Conti gefragt wird, welche Politiker bestochen sind, zögert er ob der Konsequenzen seiner Aussage und fragt: „Wer soll zuerst tot sein? Sie oder ich?“
Noch gezeichnet von Esthers Tod macht sich der Commissario auf den Weg nach Ascona, um den Drahtzieher der Geschehnisse zur Rede zu stellen. Espinosa lässt gegenüber Cattani die Maske des jovialen Kunstsammlers fallen und zeigt die hässliche Fratze des skrupellosen Geschäftemachers, dem zwei Deals durch die Lappen gegangen sind, der aber ungerührt mit seinen kriminellen Aktivitäten fortfahren wird und entschlossen ist, sich endgültig des hartnäckigen Verfolgers zu entledigen.
Cattani ist in eine Sphäre vorgestoßen, wo seine Gegner noch mächtiger sind als in der Welt der italienischen Mafia. Schließlich wird dem Commissario auch sein gutes Herz zum Verhängnis. Anstatt unverzüglich „weit zu verreisen“, um den von Espinosa auf ihn angesetzten Attentätern zu entgehen, besucht er noch mit Paola Frolo im Krankenhaus deren Vater Salvatore, um dem schwerverletzten Mann gegenüber ein Versprechen einzulösen.
Im Krankenhaushof warten die schwerbewaffneten Mafia-Killer auf Cattani.
In der letzten Szene schwört Silvia Conti dem tot in ihren Armen liegenden, von 70 Kugeln getroffenen Commissario, alles daran zu setzen, seine Mörder zu finden.

### Fünfte Staffel (1990)

#### Hintergrund

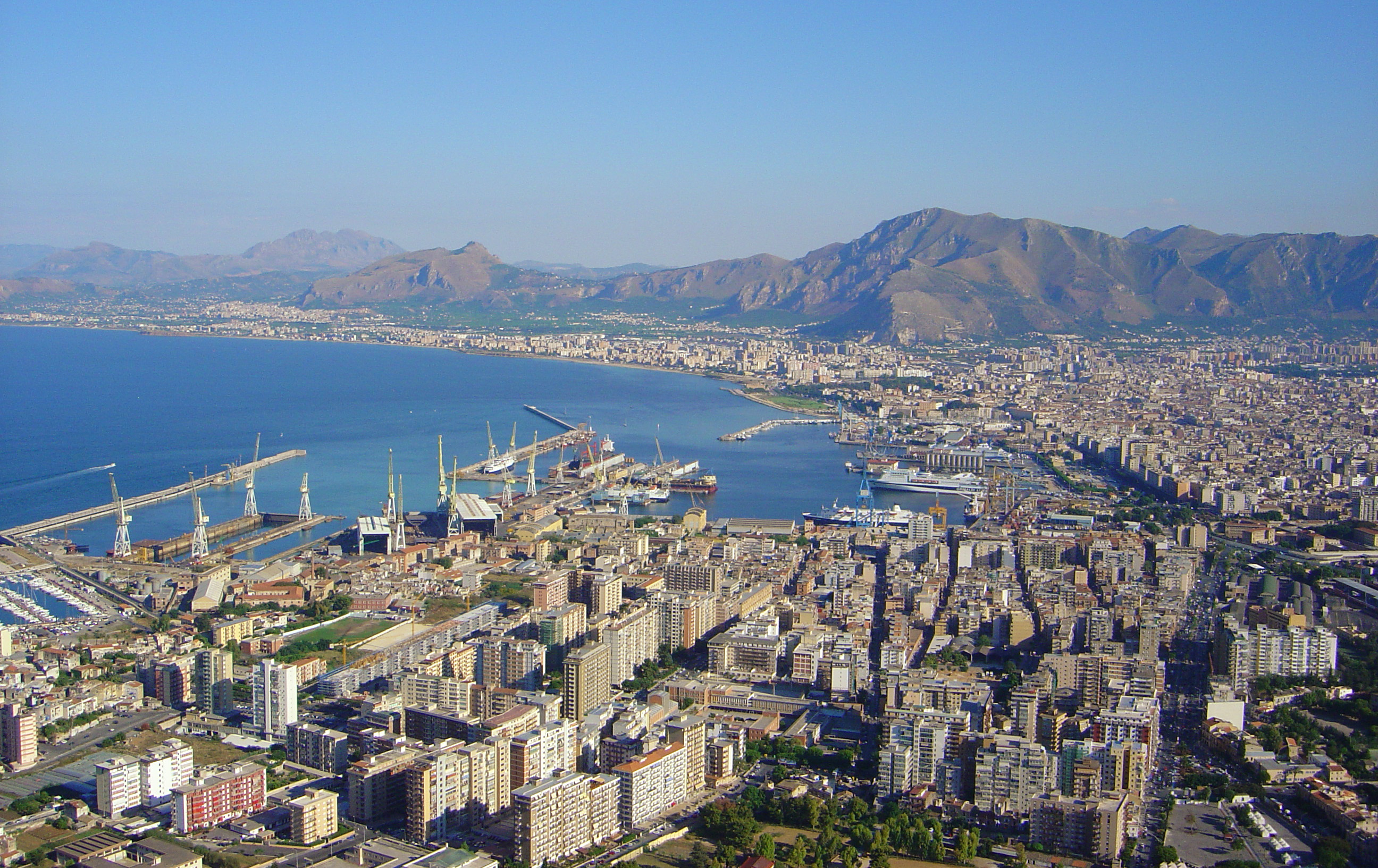
In der 5. Staffel ist Palermo der Hauptschauplatz.

Die fünfte Staffel lief in Italien bei Raiuno ab dem 14. Oktober 1990, zu den üblichen Zeiten jeweils sonntags und montags um 20:30 Uhr, und im ZDF ab April 1991. Die Zuschauerbeteiligung in Italien lag im Durchschnitt 12,4 Millionen, was einem Anteil von 43,83 % entsprach.
Nach dem Ausstieg von Michele Placido mussten die Macher der Serie eine schwierige Aufgabe lösen. Wie Kontinuität mit der bisherigen Story herstellen, dabei aber einen neuen Hauptdarsteller dramaturgisch glaubhaft einführen?
Drehbuchautoren und Regisseur entschieden sich, mit Vittorio Mezzogiorno einen neuen Kommissar einzuführen, der eine andere, fast brutalere Ausstrahlung als der bisherige Star Michele Placido hatte, und die Handlung schwerpunktmäßig nach Sizilien zurückzuverlegen.
Wiederum greifen die Autoren als Hintergrund auf reale Wirtschaftsverbrechen zurück, nämlich die Veruntreuung staatlicher Gelder, die eigentlich für Strukturprojekte in Sizilien bewilligt waren und dann in andere Kanäle fließen.
Bei Hinweisen auf die Beteiligung hoher staatlicher Stellen und Politiker bestimmter Richtungen an diesen Machenschaften werden die Autoren der Serie erneut sehr deutlich. Entsprechend steigerten sich die politischen Attacken auf die Serie nach dieser Staffel so sehr, dass RaiUno sich gezwungen sah, die Produktion vorübergehend einzustellen (siehe Rezeption in Italien). Hauptvertreter der Attacken auf die Serie waren Anfang der 1990er Jahre Sergio Bindi, DC-Vertreter im RAI-Aufsichtsrat, und der Parlamentsabgeordnete und Unterstaatssekretär für Postwesen, Raffaele Russo, dem selbst 1992 von der Staatsanwaltschaft in einem Korruptionsprozess vorgeworfen wurde, 30 Millionen Lire angenommen zu haben.
Als roter Faden bleibt der Serie natürlich der schier aussichtslose Kampf von italienischen Kommissaren gegen die Machenschaften der Mafia erhalten. Ein weiteres Bindeglied zur vierten Staffel ist die Richterin Silvia Conti, die in Sizilien die Mörder von Corrado Cattani finden will. In ihre Nähe sollte der neue Kommissar bald gelangen.
Schauspielern, Autoren und Regisseur gelingt es auch erneut, die bösen Charaktere der Serie mit vielen Facetten darzustellen. Dabei stechen insbesondere Remo Girone in der Rolle des Tano Cariddi, der sich um seine geistig zurückgebliebene Schwester kümmert, und Bruno Cremer als kaltblütig-berechnender Antonio Espinosa, dem in der Bewunderung für alte Uhrwerke kindliche Züge verblieben sind, hervor.

#### Handlung
Vittorio Mezzogiorno spielt einen Polizisten mit dem Decknamen „Davide Licata“, der um 1970 in die USA flüchten musste, weil er als letzter Überlebender einer Spezialeinheit der Polizei auf der Todesliste der Mafia stand. Jetzt wird Licata in New York City von der amerikanischen Polizei angeworben und in Palermo in die unmittelbare Nähe des sizilianischen Unternehmers Giovanni Linori eingeschleust.
Dort erlebt Licata aus nächster Nähe den Untergang der reichen Familie Linori, die mit der Mafia paktiert und in einen Strudel der Gewalt gerissen wird, dem alle männlichen Familienmitglieder zum Opfer fallen. Dazu inszenieren die Macher der Serie in beklemmender Weise eine eskalierende Stufenleiter von Gewalt, die am Ende nicht nur Menschenleben auslöscht, sondern jeden Zug von Menschlichkeit bei den Tätern. Wie schon in vorhergehenden Staffeln demonstrieren die Autoren, wie die in Gang gesetzte Gewalt Zug um Zug auch ihre Urheber vernichtet – außer denen, die vorläufig noch für die Fortführung der Serie erforderlich sind.
Giovanni Linori überlebt schon die zweite Folge nicht. Als Linoris Unternehmen Sizilteknoplus einen riesigen Staatsauftrag zur Regionalentwicklung Siziliens an Land zieht, drängt sich die Mafia massiv und brutal in sein Projekt hinein, ermordet zunächst seinen ältesten Sohn und später auch ihn selbst.
Nach dem Attentat auf seinen Sohn hatte Linori versucht, mit Hilfe von Tano Cariddi gegen die Mafia vorzugehen. Tano war aus dem Psychiatrischen Krankenhaus entkommen, dessen Türen sich trotz starker Bewachung wie von Zauberhand für ihn öffneten. Wegen „Unzurechnungsfähigkeit“ war er, statt zu einer lebenslangen Haftstrafe für den Mord an Esther Rasi verurteilt zu werden, in eine „Heilanstalt“ eingewiesen worden. Mit Absicht lässt es der Film im Ungewissen, wie stark Tano psychisch angegriffen ist. Er wirkt jedenfalls düsterer als je zuvor und seinem Auftreten haftet stets etwas Bedrohliches an. Tano richtet sich in einem Palazzo in der Altstadt von Palermo ein neues computergestütztes Büro ein. Mit zu dieser Zeit (wir schreiben das Jahr 1990) hypermodernen technologischen Mitteln kann er Finanzbewegungen in Echtzeit analysieren und ausführen. Aus dieser Kommandozentrale heraus will Tano, nun von Linoris einzig verbleibendem Sohn Andrea hinzugezogen, Annibale Corvo angreifen, der Auftraggeber für die Morde an Andreas Vater und Bruder war. Tano ist sich des Risikos bewusst, gehört Annibale Corvo doch zum Obersten Rat der Mafia.
Im Hintergrund fädelt nach wie vor Antonio Espinosa die großen Drogen- und Waffendeals ein und ordnet an, Silvia Conti, die immer wieder seine Geschäfte stört, aus dem Weg zu räumen. Davide Licata kann Conti jedoch geistesgegenwärtig retten und arbeitet fortan für die mutige Staatsanwältin.
Davide Licata hat weiterhin herausgefunden, dass einer der Männer, die in die Morde an seiner ehemaligen Einheit verwickelt waren, sich in ein Kloster zurückgezogen hat. In einem bewegend gespielten Gespräch gibt ihm Frate Gillo (dargestellt von Gottfried John) erste Hinweise auf den obersten Drahtzieher.

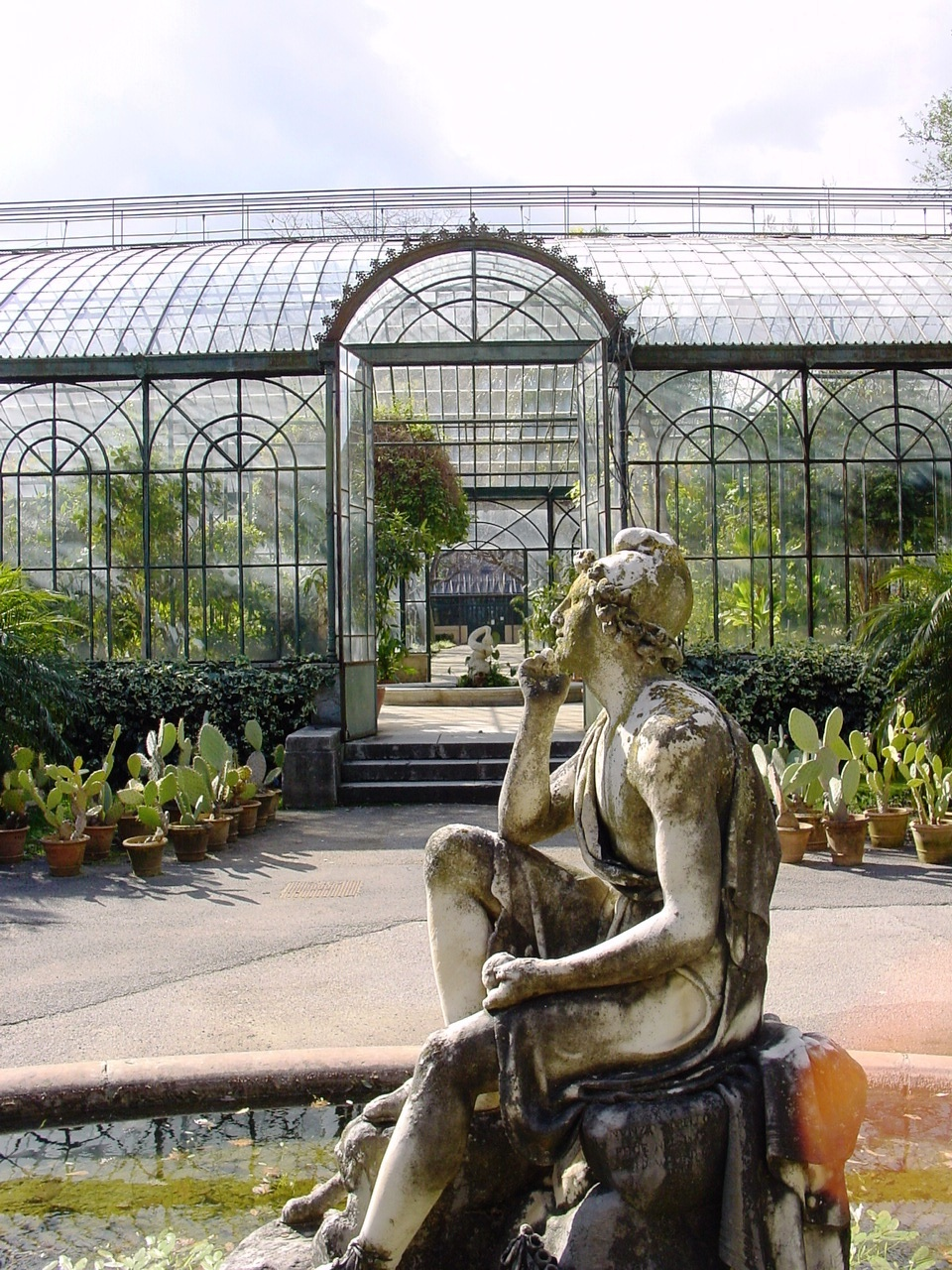
Schauplatz Palermo: Die Villa der Familie Linori stellt der Film in den Park des Botanischen Gartens.

 Bei der Linori-Familie genießt Licata aber einstweilen hohes Ansehen. Davide gilt als so „treu“, dass sogar Tano seine Dienste als Chauffeur in Anspruch nimmt – nicht wissend, dass er es mit dem Nachfolger seines ehemaligen Todfeindes Corrado Cattani zu tun hat.
Tano Cariddi wird immer mehr zur zentralen Figur der fünften Staffel der Serie. Kühl und zielstrebig gelingt es ihm in kurzer Zeit, wieder Anschluss an die großen Mafia-Deals zu gewinnen und gar unverzichtbar für den Obersten Rat zu werden. Um Corvo auszuschalten, spielt Tano der Richterin Silvia Conti Einzelheiten über eine Korruptionsaffäre im Zusammenhang mit dem Neubau städtischer Krankenhäuser zu, woraufhin Conti den ganzen Aufsichtsrat der städtischen Klinik verhaften lässt, inklusive des Vorsitzenden Annibale Corvo, einem „angesehenen Manager“, wie der Vorgesetzte von Frau Conti pikiert feststellt. Einige Tage später ist Corvo wieder frei und Conti muss vorübergehend Urlaub nehmen.
Annibale Corvo ist jedoch beim Obersten Rat der Mafia nicht mehr gefragt. Dieser hat sich von Tano überzeugen lassen, auf die rüden Methoden Corvos zu verzichten und viel besser mit „friedlichen“ Mitteln den jungen Andrea Linori zu beeinflussen, der gerade an die Spitze der Sizilteknoplus gewählt wurde. Das Unternehmen wird zur Abwicklung eines riesigen Drogen- und Waffengeschäftes mit der Führung eines afrikanischen Staates gebraucht. Tanos Drängen auf „moderne“ Methoden werden unterstützt durch Erfolge der staatlichen Ermittler gegen die organisierte Kriminalität: der Oberste Rat der Mafia, die sogenannte „cupola“, ist auf drei Herren zusammengeschmolzen und die Einsetzung eines hochkarätig besetzten staatlichen Tribunals vor Ort steht unmittelbar bevor.
Leider lässt sich Annibale Corvo nicht so ohne weiteres ausschließen. Er organisiert einen Überfall auf die Familie des jungen Andrea Linori. Die versuchte Geiselnahme endet in einem schrecklichen Blutbad. Der kleine Sohn Andrea Linoris wird erschossen. Davide Licata rettet bei dem Überfall zum wiederholten Male Andrea Linori und seiner Frau Gloria das Leben, jedoch keimt zunehmend Verdacht gegen ihn auf, auch bei Tano. Deshalb muss sich Davide absetzen. Es gelingt ihm aber noch, ein Fernschreiben abzufangen, das verschlüsselte Banktransaktionen beinhaltet. Der Inhalt der Nachricht, den Silvia Contis Leute bald dechiffrieren können, ist so brisant, dass sich mehrere Killerkommandos an die Fersen von Licata und Conti heften.
Der Schlüssel zum Verständnis der festgestellten hohen Überweisungen der Sizilteknoplus liegt jedoch im Ausland: in Luxemburg und in Bayern. Vor Ort findet das Ermittlerteam heraus, wie die Sache aufgezogen wurde. Eine winzige Bankfiliale in Luxemburg diente vor 20 Jahren als Durchlaufstation für Staatsgelder, mit denen Linoris Unternehmen einen sizilianischen Hafen bauen sollte. Als der Baubeginn sich wegen bürokratischer Hürden um ein ganzes Jahr verzögerte, wurden die Gelder über Luxemburg ins Ausland transferiert, um einen riesigen Rauschgiftdeal zu finanzieren. Ein Jahr später war das Geld verfünffacht wieder da. Der Hafen konnte gebaut werden, die Marge steckte zunächst Linori ein und später übernahm die Mafia diesen neuen Geschäftsbereich.
Jedoch gerieten die Drogengeschäfte irgendwann ins Stocken und Espinosa und Tano Cariddi machten sich daran, den alten Handel wieder ins Leben zu rufen. Dafür brauchten sie erneut die Sizilteknoplus, denn diese hatte wieder staatliche Projektgelder vorab zur Finanzierung von Strukturprojekten erhalten. Diesmal handelte es sich um 300 Milliarden italienische Lire (etwa 150 Millionen Euro).
Um die Abwicklung dieses Deals entbrennt ein mörderischer und immer grausamer werdender Kampf. Andrea Linori beugt sich den Forderungen der Mafia, verlangt aber den Kopf von Annibale Corvo.
Hier gerät nun Riccardo Respighi ins Blickfeld, ein korrupter, aber in der Öffentlichkeit hochangesehener, hochrangiger Politiker, der es immer schaffte, seine Mafiakontakte im Verborgenen zu halten. (Im Erscheinungsbild des Riccardo Respighi spielen die Autoren ganz deutlich auf den umstrittenen italienischen Politiker und mehrfachen Ministerpräsidenten Giulio Andreotti an.)
Respighi entkommt nicht einer extrem perfiden Konsequenz seiner Verstrickungen in die Mafia-Geschäfte. Denn Annibale Corvo ist sein guter Freund und seine Tochter heiratet dessen Sohn. Respighi muss nicht nur zustimmen, dass Corvo auf der Hochzeitsfeier erschossen wird, sondern den misstrauischen Corvo noch dazu bewegen, dort überhaupt erst zu erscheinen.
Zu allem Überfluss erregt das Attentat auf den „angesehenen Manager“ Annibale Corvo so viel öffentliches Aufsehen, dass die parlamentarische Untersuchungskommission auf ihrer ersten Sitzung beschließt, dem italienischen Parlament einen vorläufigen Stopp des Regionalprojektes vorzuschlagen.

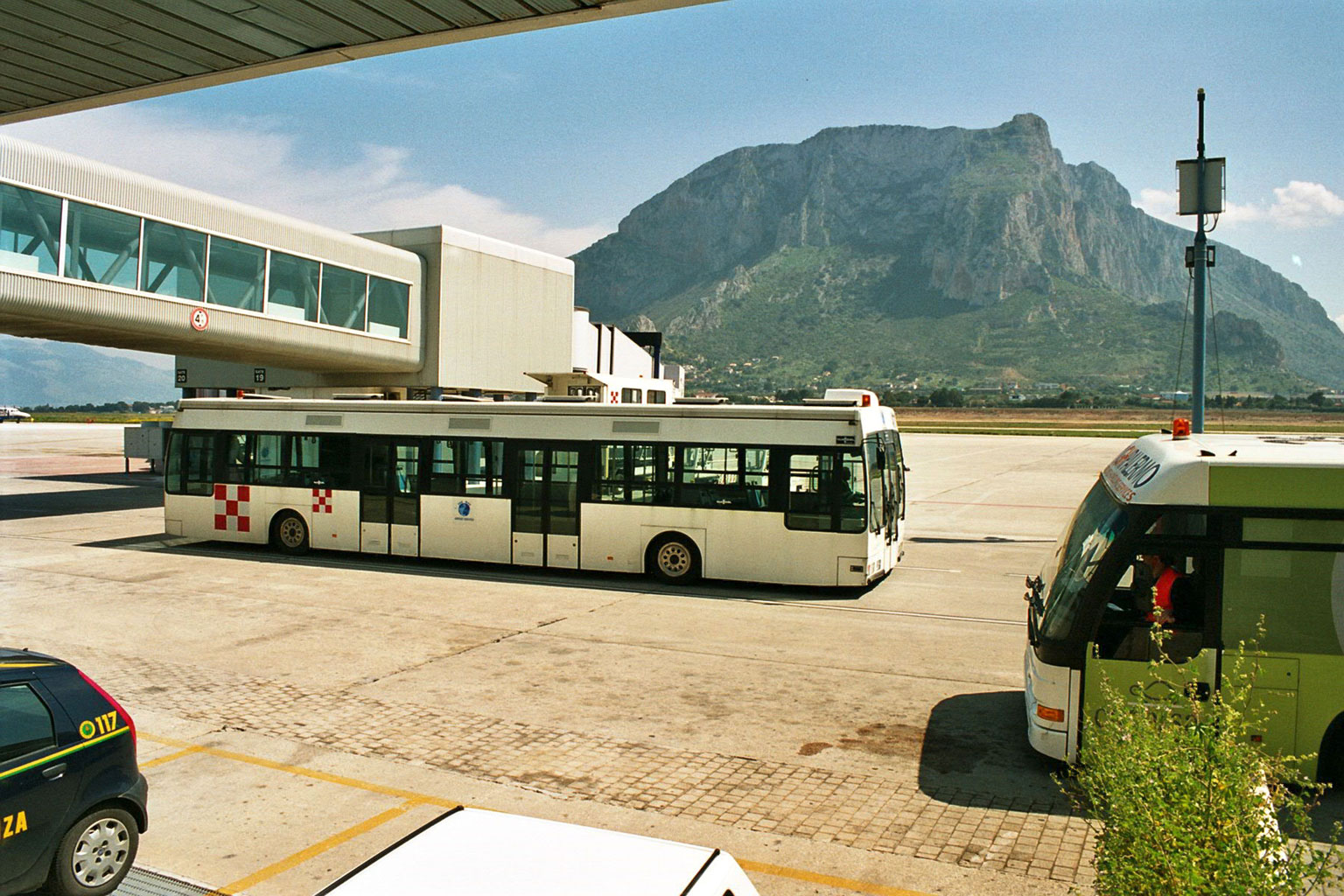
Schauplatz Palermo: Der Flughafen ist Drehkreuz des organisierten Verbrechens. Im Hintergrund der im Film oft zu sehende Monte Pellegrino.

 Der drohende Stopp der Staatsgelder verlangt auch von Tano eine selbst für seine Verhältnisse geradezu monströse Tat. Um die Aufmerksamkeit der Staatsmacht abzulenken, hält Espinosa ein Blutbad für erforderlich. Und die Bombe soll von Tanos behinderter Schwester auf dem Hauptbahnhof platziert werden. Damit verliert Tano in schauerlicher Weise den letzten menschlichen Zug, der ihm noch anhaftete, die fürsorgliche Liebe zu einem behinderten Menschen, den er nun für ein grausiges Verbrechen missbrauchen will. Unterdessen konnten Licata, Conti und ihre Mitarbeiter die Mafia-Kommandos abschütteln. Von Luxemburg kommen sie in Garmisch-Partenkirchen an, wo Giovanni Linori eine Villa in den Bergen besaß. Ein letztes Mal muss nun der Pupparo, der „Puppenspieler“, auftreten und einen Hinweis geben, was so wichtiges in der Villa versteckt ist. Es ist eine Filmrolle.
In Palermo freundet sich Andrea Linori im Eiltempo mit Mafia-Methoden an, nicht ahnend, dass er längst selbst auf der Abschussliste steht. Mit der Überweisung der letzten Tranche der Staatsgelder nach Luxemburg unterzeichnet er gleichzeitig sein Todesurteil. Von Davide Licata erhält er den Tipp, welche Rolle und welches Schicksal ihm zugedacht sind. Andrea Linori sucht Tano auf, um ihn zu töten, wird aber überrumpelt und erschossen.
Tano muss mit seiner Schwester überstürzt fliehen, lässt aber einen Hinweis auf einen stillgelegten Flugplatz zurück, wo das Heroin aus Afrika erwartet wird. Silvia Conti gelingt es mit riesigem Polizeiaufgebot, die Übergabe der Drogen, die mit zwei Militärhubschraubern antransportiert werden, zu verhindern.
Dann macht Conti sich daran, Espinosa zu verhaften, der von mehreren Zeugen belastet wird. Auf dem Film aus der deutschen Villa kann er erkannt werden, was auch dazu führt, dass der Mönch Frate Gillo den Schweizer Geschäftsmann als Auftraggeber des Mordes am Ex-Team von Davide Licata identifiziert. Tano beobachtet die Verhaftung von Espinosa und schreibt ein zweites Mal einen Brief an Silvia Conti. Er gibt einen Hinweis auf die Bombe, die unschädlich gemacht werden kann, und verlässt auf einem Frachtschiff Italien – „für immer“. So steht es jedenfalls in seinem Brief.

### Sechste Staffel (1992)

#### Hintergrund

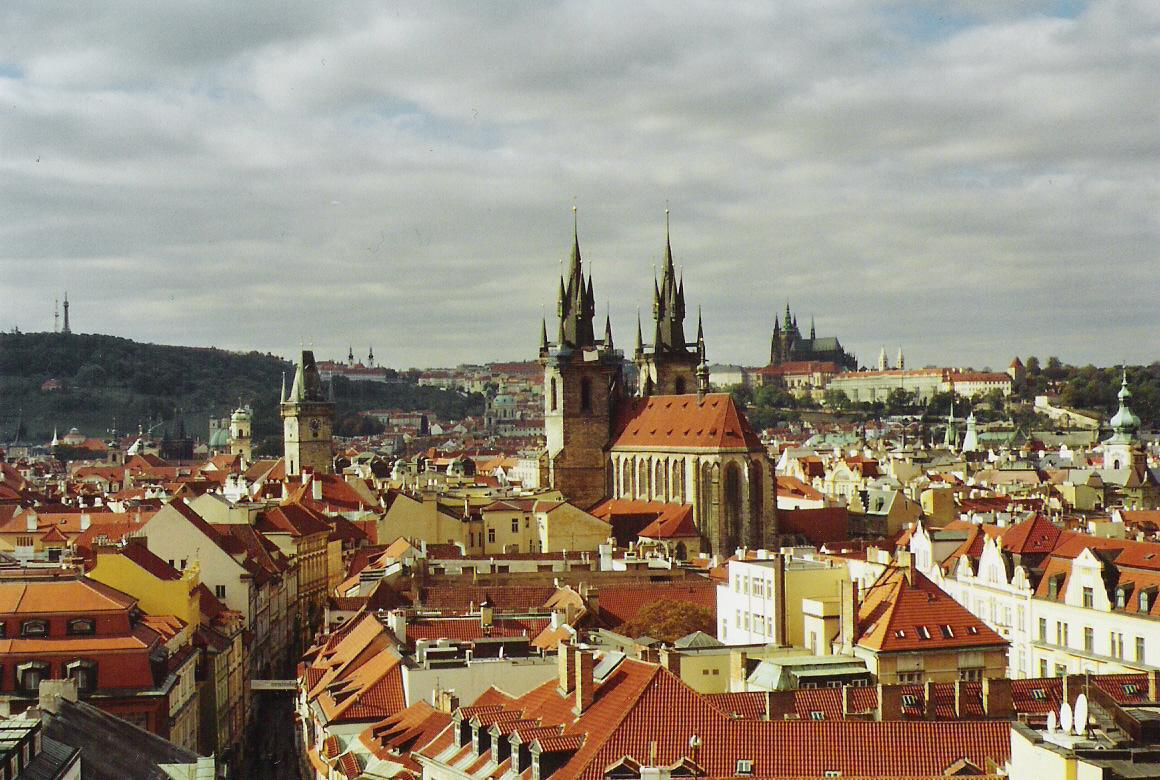
Einer der Hintergründe der sechsten Staffel: Die Geschichte der Tschechoslowakei vom Nationalsozialismus über den Stalinismus bis zur Öffnung zum Westen.

Die sechste Staffel lief in Italien ab dem 30. November 1992 bei Rai Uno, jeweils sonntags und montags um 20:40 Uhr, und im ZDF ab Mai 1994. Wie seit der dritten Staffel übernahmen wieder Luigi Perelli die Regie und das Team Petraglia/Rulli das Drehbuch. Luigi Perelli äußerte jedoch erste Anzeichen von Amtsmüdigkeit. Seit Jahren sei er immer nur mit der Mafia beschäftigt, ein Thema, für das er nun Experte sei.
Wie zu Beginn jeder neuen Staffel muss das Feld für einen neuen Plot mit neuen (Unter-)Themen und neuen Schauspielern bereitet werden. Die schon bekannten Akteure müssen ihre neue Rolle finden und einnehmen. Der Abschied von vertrauten Personen wird vorbereitet oder durchgeführt. Diese partielle Verschiebung des Handlungsgefüges wird in kaum einer Staffel so rigoros vorgenommen wie zu Beginn der sechsten.
„Die Zutaten sind globale Verbindungen zwischen Verbrechen, Politik und Hochfinanz, welche in Drogenhandel und die Unterschlagung von Hilfsmitteln für die Dritte Welt verwickelt sind.“ Die Einbeziehung der Nazi-Vergangenheit tut ein Übriges.
Bei der Vorstellung der sechsten Staffel auf der MIPcom 1992 in Cannes nahm Regisseur Perelli erneut die Realitätsnähe der Serie in Anspruch, bisweilen habe man gar Entwicklungen vorhergesehen, wie in „La Piovra 3“ die Präsenz der Mafia im Bankensystem. Im September 1992, wenige Wochen vorher, waren Paolo und Gaspare Cuntrera, die sogenannten „Rothschilds der Mafia“, verhaftet worden. Tatsächlich habe sogar oftmals die Realität die Vorstellung überholt. Perelli beklagt den Eskapismus von Teilen des italienischen Fernsehpublikums. Es sei immer noch so, dass die Serie „die Öffentlichkeit spaltet. Es gibt die, die hinschauen und die Serie verfolgen, und es gibt den Teil der Öffentlichkeit, der sich verweigert. Zu unangenehm, zu viel Gewalt, zu verwoben mit der Wirklichkeit. Lieber andere Sendungen sehen, die Zerstreuung anbieten.“
Mit der sechsten Staffel erweitert sich nochmals der Kreis der produzierenden Fernsehanstalten. Hinzu kommt das österreichische ORF, einem Umstand, dem wohl auch die Aufnahme von Wien als neuem Schauplatz der Serie geschuldet ist. Geschickt wird jedoch auch auf die Rolle angespielt, die Österreich als neue wirtschaftliche und finanzielle Nahtstelle nach Osteuropa hat.
„La Piovra“ hat nun eine neue internationale Größenordnung. Für die sechste Staffel werden „2 Milliarden Zuschauer erwartet, von Island bis nach Macao“.
Die Handlung ist mittlerweile im Jahre 1992 angelangt. Die Ermordung von Corrado Cattani liegt drei Jahre zurück, Corrados Versetzung nach Sizilien und damit der Beginn der Serie bereits acht Jahre.
Thematisiert wird unter anderem das Eindringen der italienischen und türkischen Drogenmafia in die Länder des ehemaligen Ostblocks unter Nutzung der Kanäle korrupter ehemaliger stalinistischer Kader. In der letzten, selbst für Allein gegen die Mafia ungewöhnlich düsteren Folge gerät gar die gespenstisch wirkende Top-Karriere eines ehemaligen KZ-Aufsehers in den Blickpunkt.
Hauptbezug der sechsten Staffel in Italien sind blutige Fraktionskämpfe innerhalb der Mafia, die zu einer Neuordnung der Machtverhältnisse führen. Amilcare Brenno (gespielt von Pierre Mondy), macht sein Vermögen mit der Bestechung von ausländischen Firmen im Rahmen der Entwicklungshilfe für Afrika. Als Vermittler hierbei betätigt sich der bereits bekannte Politiker Ettore Salimbeni. Brenno führt im „Nebenerwerb“ einen Schlachthof in Norditalien, dessen Fleischerhaken die Kamera bedrohlich in Großaufnahme zeigt. In der Mafia versucht Amilcare Brenno sich mit beispielloser Brutalität an die Spitze der Organisation zu arbeiten. Nicht nur die internen Gegner macht Brenno nieder, auch Davide Licata kommt bei einem Mordanschlag nur knapp mit dem Leben davon, bleibt aber gehandicapt durch eine Kugel, die nicht mehr aus seinem Kopf entfernt werden kann und schubweise heftige Schmerzen verursacht.
Antonio Espinosa wird schwer krebskrank aus dem Gefängnis entlassen und kommentiert die neue Entwicklung, nämlich – wie es eine der Hauptthesen der Serienautoren ist – den Niedergang der Mafia zu purer organisierter Bandenkriminalität, mit den Worten:

„Italien entwickelt sich zurück. Männer wie Tano Cariddi sind geflohen – ins Ausland. Die Espinosas machen sich davon – wie Sie sehen. Und der Oberste Rat ist endgültig eliminiert worden – von einem drittklassigen Halunken.“

Doch Tano Cariddi wird (auch aufgrund seiner Popularität bei den Zuschauern) von den Serienautoren als Langzeit-Kontrahent der Ermittler weiter gebraucht. Er wird nur eine völlig andere Rolle einnehmen, die dieser Staffel einen neuen Spannungsbogen verleiht.

#### Handlung
Dem neuen obersten Boss der Mafia, Amilcare Brenno, erwächst im jungen Lorenzo Ribeira ein mächtiger Gegenspieler. Ribeiras Familie kam 1970 bei einem blutigen Bandenkrieg auf Sizilien ums Leben. Nun will er den Fall des Eisernen Vorhangs nutzen, um in Kooperation mit geschassten, aber noch einflussreichen Vertretern osteuropäischer Staatsorgane den Drogenhandel im ehemaligen Ostblock aufzuziehen und danach auch an Brenno Rache zu nehmen. Die Staatsanwaltschaft macht Ribeira aber einstweilen einen Strich durch die Rechnung. Über Ribeiras Kontobewegungen informiert wurden die italienischen Justizbehörden durch den schwer kranken Antonio Espinosa, der seine Wohnung nicht mehr verlassen kann und wechselweise von Mafia- und Polizeivertretern aufgesucht wird, um Informationen aus ihm herauszupressen.
Unterdessen beginnt die Wandlung des von schwerem Drogenmissbrauch und Depressionen gezeichneten Tano Cariddi. Davide Licata, der von der „Operativen Fahndungstruppe“, einer paramilitärischen Spezialeinheit der Polizei unter Leitung von General Alessio Amadei, angeheuert wurde, findet den heruntergekommenen und drogenabhängigen Tano in Dakkar und überführt ihn nach Italien.
In einem verlassenen Kloster in der Nähe von Mailand will die Sonderheit der Polizei Tano zum Kronzeugen aufbauen. Die Polizeieinheit scheut sich nicht, Tanos einzig verbleibende emotionale Bindung zu seiner behinderten Schwester Maria auszunutzen, um Tano unter Druck zu setzen.
Diesen Hebel setzen jedoch auch Brennos Leute an. Maria wird auf brutalste Weise vergewaltigt. Konfrontiert mit dem Schicksal seiner schwer traumatisierten Schwester ist Tano zu voller Kooperation mit der „Operativen Truppe“ bereit. Innerhalb von kaum mehr als einer Woche verwandelt sich Tano wieder vom opiumabhängigen Nervenbündel mit wirrem Haar zum kalt-disziplinierten Manager – der aber diesmal eine andere Mission hat: Lockvogel für die „Truppe“ sein.
Nachdem ein erstes Treffen mit dem korrupten Politiker Salimbeni scheiterte, verläuft auch der zweite Termin in Salimbenis Villa anders als geplant. Mit Giuseppe Carta, dem ehemaligen Leibwächter von Giovanni und Andrea Linori, taucht eine vergessen geglaubte Figur wieder auf. Carta arbeitet jetzt verdeckt für den jungen Lorenzo Ribeira, mit dem ihn der Hass auf den aktuellen obersten Mafia-Boss Brenno vereint, sind es doch dieselben Hintermänner gewesen, die die Familien Ribeira und Linori auslöschten. Brenno weiß nichts von der Doppelrolle Cartas, der sich ihm selbst als treuer Helfer angedient hat.

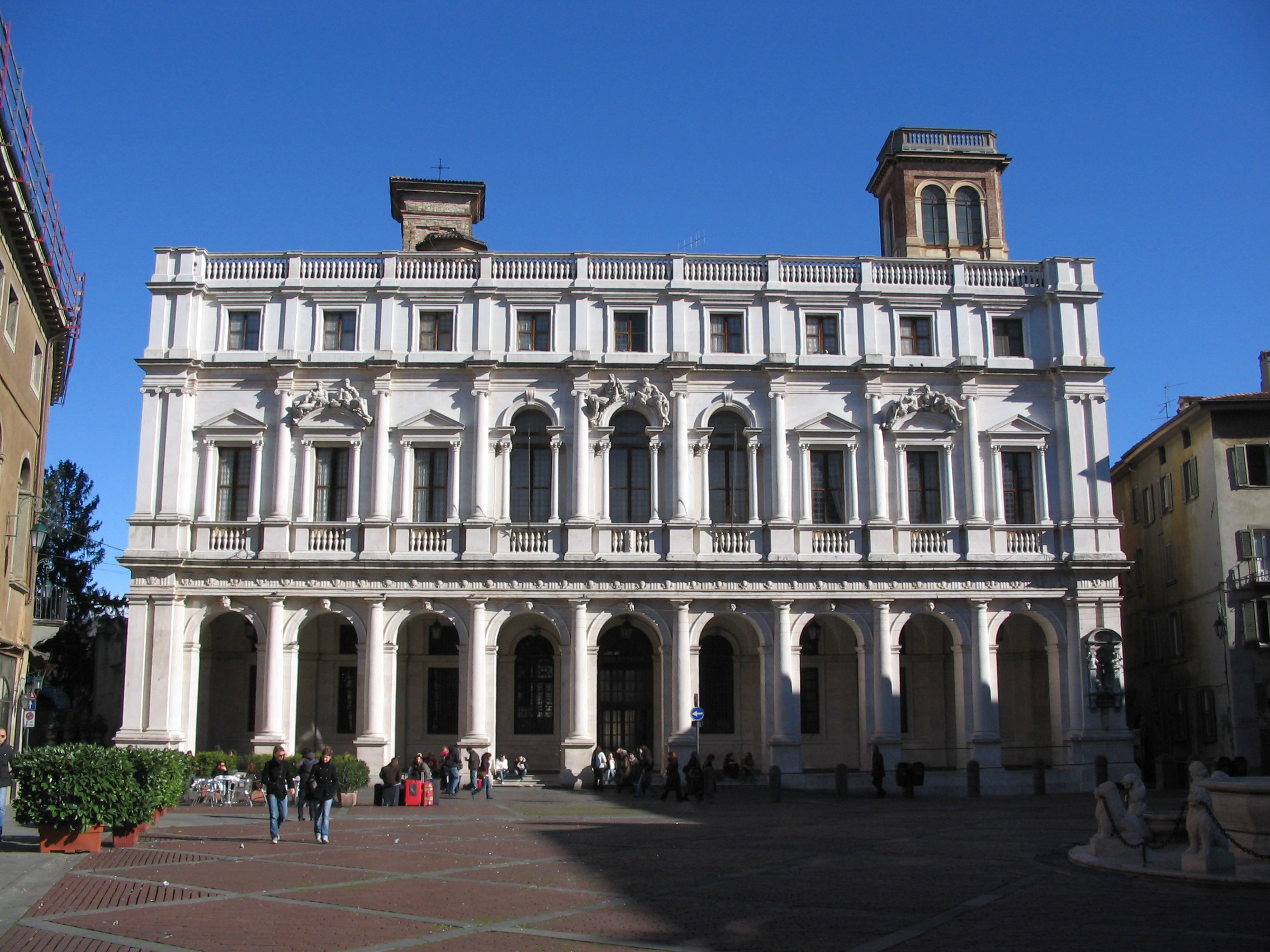
Im Archiv der Bibliothek von Bergamo versteckte Espinosas Tochter brisante Dokumente.

Giuseppe Carta ist es auch, der den kranken Espinosa erschießt. Espinosa gelingt es nicht mehr, seine umfangreiche Sammlung an belastenden Dokumenten über die italienische Politik („die wahre Geschichte des Landes“) zu retten und der Presse zuzuspielen. Die Dokumente waren im Stadtarchiv von Bergamo, wo Espinosa Tochter Irene ihren Dienst als Archivarin verrichtete, als fingierter Teil einer Stiftung untergebracht. Bei einer Verfolgungsjagd durch die Alpen kommt es zu einem Unfall, bei dem der Wagen der jungen Frau in eine Schlucht stürzt und zusammen mit den Dokumenten in Flammen aufgeht.
Die beiden konkurrierenden Mafiagruppen sind hinter kompromittierenden Fotos her, „die die Vergangenheit mit der Gegenwart verbinden“ und die etwas mit einem ehemaligen Konzentrationslager in der Tschechoslowakei zu tun haben müssen. Der Film steckt unentdeckt in einer gläsernen Schneekugel, die zu den Spielsachen der kleinen Francesca gehört.
Das kleine Mädchen wird im Auftrag von Brenno vom Mafiakiller Santino Rocchi entführt. Als Santino, der sich mittlerweile geradezu rührend um die Kleine kümmert, den Auftrag erhält, das zweijährige Mädchen umzubringen, da sich nun auch Davide Licata an ihre Spuren geheftet hat, bringt er es jedoch nicht übers Herz und versteckt das kleine Mädchen in seinem Wohnwagen – wie so oft in der Mafia-Saga sind es menschliche Schwächen, die den vorgegebenen Ablauf zum Scheitern bringen. Später schafft Santino die Kleine in sein Hausboot.
Eine Kameraeinstellung auf die unbehelligte Schneekugel beendet die ersten fünf Folgen der sechsten Staffel.
Mittlerweile hat Tano in Wien in der Kulisse einer kleinen Privatbank, die ihm die „Truppe“ hergerichtet hat, ein Treffen mit dem korrupten Senator Salimbeni und Carta. Bei dem spannungsvoll von den Agenten der Truppe observierten Gespräch gelingt es Tano, seine Rolle als Lockvogel so überzeugend zu spielen, dass Salimbeni und Carta ihm Glauben schenken und die Zahlung riesiger Summen für den osteuropäischen Drogenhandel avisieren, die über das Konto der „Wiener Kundenbank“ laufen sollen.
Salimbeni und Carta ahnen zu diesem Zeitpunkt nicht, dass der Mafiaboss Brenno ihr doppeltes Spiel durchschaut hat, da dessen Leute einen Handlanger Cartas geschnappt haben. Carta will sogar noch auf Geheiß des jungen Ribeira die Richterin Silvia Conti töten. Der Anschlag missglückt, einer der Mitarbeiter Contis kommt aber ums Leben und Carta wird verletzt ins Krankenhaus eingeliefert, wo er jede Aussage verweigert. Wenig später erwischen ihn die Häscher Brennos.

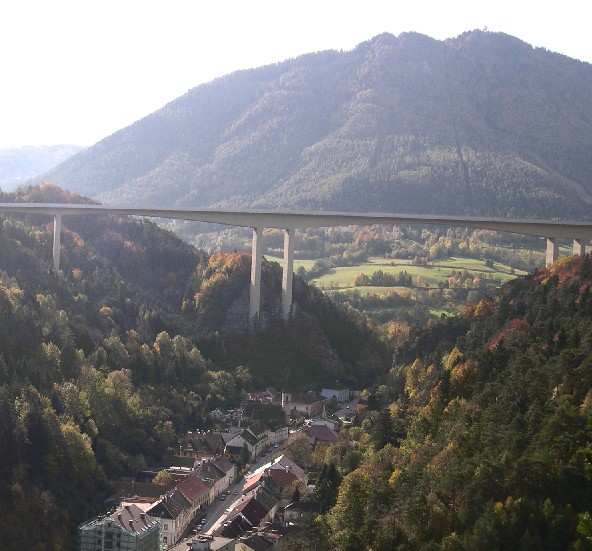
In die Nähe des niederösterreichischen Schottwien verlegt der Film das Quartier der „Truppe“ bei der Aktion.

Salimbeni versucht vergeblich, seinen Kopf aus der Schlinge zu ziehen, indem er Ribeira an Brenno verrät und diesem die Daten über Ribeiras Geschäfte liefert. Das rettet den einst so stolzen Ettore Salimbeni nicht, bringt aber Ribeira in eine fast schon hoffnungslose Lage. Er ist seines Lebens nicht mehr sicher, zudem ist die Lieferung der Morphinbase aus der Türkei, mit der der osteuropäische Markt überschwemmt werden soll, gefährdet.
Das gefährdet auch den Lockvogel Tano, der in Prag die Kontakte zu den Drahtziehern des Geschäftes knüpft. Denn nun verlangt der Hintermann in der Türkei, Tano zu sehen. Durch einen mutigen und geistesgegenwärtigen Auftritt kann Tano die Situation retten und die erste Lieferung rollt in die Tschechoslowakei.
Dort zeigt der geläuterte Kommunist Milos (gespielt von Siegfried Lowitz), ein alter Bekannter von General Alessio Amadei, Davide Licata das ehemalige KZ „Aighenberg“, das nach dem Krieg als Internierungslager für Regimekritiker diente, später eine Waffenfabrik war, und in dem nun aus Morphinbase Heroin hergestellt wird. Als oberster tschechischer Vertreter der Drogenmafia entpuppt sich der ehemalige stellvertretende Regierungschef Otto Warfel alias „Kerttesz“.
In der letzten, düstersten Folge der ganzen Reihe lassen viele Menschen ihr Leben. Die Ermittler erfahren von Tano zwar den Namen des Mafiabosses Amilcare Brenno. Als Silvia Conti und Admiral Alessio Amadei eintreffen, ist dieser jedoch bereits tot – erschossen im Auftrag seines eigenen Sohnes Marco, der sich schon abgesetzt hat und die Nachfolge antritt.
Der Gegenspieler Brennos, Lorenzo Ribeira, wird von Brennos Leuten und der Polizei so in die Enge getrieben, dass er keinen anderen Ausweg mehr als Selbstmord sieht.
Davide Licata kann mit viel Glück die kleine Francesca befreien und Santini erschießen. Im Auto Santinis wird die Schneekugel gefunden. Die grauenhaften Fotos im Gehäuse der Schneekugel beweisen, dass ein führender tschechischer Bankier ein berüchtigter KZ-Aufseher war und kurz vor der Befreiung die Identität eines Häftlings annahm, wodurch er entkommen und mit geraubtem jüdischem Geld ein Vermögen aufbauen konnte. So wurde aus dem rumäniendeutschen Leutnant Kiriu der angesehene Geschäftsmann Stephan Litvak.
Davide und Tano locken den Bankier in ein Gebäude des ehemaligen KZ. Dort kommt es zu einem beklemmenden Auftritt des „Stephan Litvak“, gespielt vom renommierten tschechischen Schauspieler Rudolf Hrusínský in seiner letzten großen Rolle. Nur mit Tanos Hilfe kann der bereits mit dem Tode ringende Davide Licata den alten Mann überwältigen. Das Eintreffen der Polizei erlebt Davide nicht mehr. Er stirbt, wie von den Ärzten vorhergesagt, an den Folgen des Mordanschlags.
Silvia Conti hat erneut einen Mann verloren.

### Siebte Staffel (1995)

#### Hintergrund
Die siebte Staffel von „Allein gegen die Mafia“ wurde in Italien von Rai Uno ab dem 5. März 1995, wie üblich sonntags und montags ab 20:40 Uhr und später im selben Jahr vom ZDF, ausgestrahlt. Zwischen der sechsten (Sendejahr 1992) und siebten Staffel (Sendejahr 1995) lag mit drei Jahren die größte Produktionspause der Serie. Außerdem war mit Davide Licata (gespielt von Vittorio Mezzogiorno) bereits der zweite Kommissar ausgeschieden. Zweifelsohne befand man sich in der Gefahr, die Serie zum Selbstzweck werden zu lassen und beim Zuschauer Langeweile zu erzeugen, wenn man bekannte Muster mit neuen Personen wiederholte.
Der Hauptproduzent der Serie Rai Uno engagierte mit Umberto Contarello, Andrea Porporati und Alessandro Sermoneta ein neues Drehbuchteam, um für eine frische Herangehensweise zu sorgen. Luigi Pirelli war wieder für die Regie zuständig.
Die Macher der siebten Staffel entschieden sich, den Schauplatz erneut in die sizilianische Stadt Trapani zu verlegen, um den Ansatzpunkt der ersten Staffel wieder aufzugreifen: das Eindringen der Mafia-Mentalität in das Alltagsleben der Bürger. In einer bedrückenden Szene der zweiten Folge wird gezeigt, wie gar die Schulkinder schon wissen, dass „infam sein“ bedeutet, jemanden zu melden oder anzuzeigen. Groß geworden zahlt der Juwelier dann schweigend Schutzgeld, nimmt dazu einen Kredit bei der Mafia-Chefin auf und muss nach einigen Jahren, wenn er den Kredit nicht zurückzahlen kann, seinen Laden an diese zu Ramschpreisen verkaufen.
Mit der Aufklärung des Mordes an Commissario Cattani, von dem gelegentlich historische Bilder gezeigt werden, und dem erneuten Auftreten der Contessa Olga Camastra wurde dem stilbildenden Ursprung der Serie und damit der notwendigen Kontinuität Genüge getan.
Die siebte Staffel wies entsprechend den Entwicklungen der 1990er Jahre – sowohl im realen Geschehen als auch im Geschmack der Zuschauer – einige neue Elemente auf: den unerbittlichen Zweikampf von Frauen, der Zerfall der historischen Mafia-Strukturen, das Auftreten von jugendlichen Straßen-Banden, die Allgegenwärtigkeit der Medien, den neuen Typus des Computerhackers in Polizeidiensten und den Einsatz von Morphing-Software bei der Aufklärung jahrelang zurückliegender Verbrechen, um nur einige Punkte zu nennen.
Zu den heftigen politischen Reaktionen aus dem Lager von Silvio Berlusconi auf „La Piovra“ trug auch bei, wie in der siebten Staffel (gedreht im selben Jahr als Berlusconi das erste Mal Regierungschef wurde) das private Fernsehen am Beispiel des sizilianischen Senders „Diana“ charakterisiert wurde: seicht, verlogen, korrupt und gezielt politisch Einfluss nehmend gegen alles, was nicht wirtschaftsfreundlich erscheint.
Neu war allerdings auch die Konstruktion einer Geheimgesellschaft, die mit dem Motto „Salus Nostra Extrema Thule“ (etwa „Thule im hohen Norden ist unsere Rettung“) an die berüchtigte völkisch-faschistische Thule-Gesellschaft anknüpft und deren Ziele fortsetzt. Während die Existenz der Mafia allgemein als Tatsache angesehen wird und die in früheren Folgen angesprochene Geheimloge P2 (Propaganda Due) ebenfalls existent war, begaben sich die Macher der Serie damit erstmals auf den spekulativen Boden des Fortdauerns von völkischen Verschwörungstheorien.
Im Reigen der Darsteller konnten mit Ennio Fantastichini und Stefan Danailow (seit 2007 bulgarischer Kulturminister) erneut zwei profilierte Schauspieler engagiert werden, die einen glaubhaften und harten Machtkampf in der Mafia darstellen.
Zuschauer und Kritik fanden Handlung und Inszenierung der siebten Staffel von „Allein gegen die Mafia“ durchaus spannend und überzeugend. So holte diese Staffel nach den Staffeln 1, 2 und 4 erstmals wieder den italienischen Fernsehpreis Telegatto. Die Einschaltquoten setzten aber ihre mit der dritten Staffel begonnene und nur mit der vierten Staffel nochmals unterbrochene, leicht rückläufige Tendenz fort. Die siebte Staffel sahen in Italien im Durchschnitt noch 10,2 Millionen Zuschauer.

#### Handlung

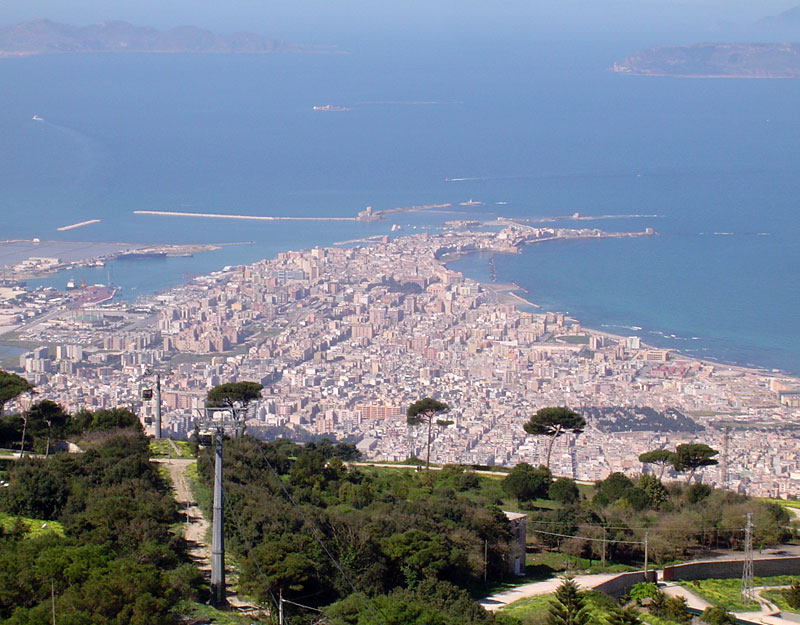
Nach 10 Jahren wieder Schauplatz der Serie: die sizilianische Hafenstadt Trapani.

Die siebte Staffel verfolgt im Wesentlichen zwei Handlungsstränge. Zum einen brutale Bandenkriege in Trapani, bei denen es um die Anteile an Schutzgelderpressungen geht, und zum anderen die Machenschaften eines mit der Mafia verbündeten, in faschistischer Tradition stehenden Geheimbundes, der das Land Italien aus dem Hintergrund steuert und ausbeutet. Die Loge will Schwarzgeld in riesigem Umfang in russischen Finanzholdings investieren.
Bindeglied zwischen den beiden Handlungsebenen ist eine alte Bekannte aus den beiden ersten Staffeln: Contessa Olga Camastra, von Corrado Cattani einst ins Gefängnis gebracht. Nach ihrem den Zuschauer nicht verwundernden Freispruch verfolgte sie ihre geschäftlichen Aktivitäten umso erfolgreicher, so dass sie mittlerweile zu den angesehensten Unternehmern Siziliens gerechnet wird („ihr gehört die halbe Stadt“).
Wie einst zu Beginn der Serie wahren die örtlichen Institutionen keine Distanz zu den mafiosen Praktiken. Im Gegenteil geben die Medien der Camastra AG und ihrer Chefin willkommene Gelegenheiten zur Image-Pflege. Die örtlichen Geschäftsleute zahlen Schutzgelder und schweigen.
Ausgangspunkt der Handlung der siebten Staffel ist der Mord an Rosario Granchio, einem sizilianischen Kriminellen aus der unmittelbaren Umgebung von Nazareno „Nuzzo“ Marciano, dem örtlichen Mafia-Boss, der einen Großteil der Schutzgelder in Palermo kontrolliert.
Der kleine Kriminelle, trotz Polizeibewachung brutal in der Klinik von „Nuzzo“ gerichtet (die Kamera zeigt mehrmals die durchschnittene Kehle), wollte Informationen über das letzte verbliebene Mitglied des ehemaligen Obersten Rates der Mafia, „Don“ Luigi Aragonese, an die Ermittlungsrichterin Silvia Conti weitergeben. Aragonese wohnt unerkannt in einem Rohbau am Hang des Monte Erice. Das Haus gehört zu einer nie fertig gewordenen Feriensiedlung, die mit EU-Geldern finanziert wurde. Als diese aufgebraucht waren, stellten die örtlichen Bauunternehmen einfach die Arbeit ein.
Um den Mord an Granchio aufzuklären, lässt Silvia Conti sich nach Sizilien versetzen, wo ihr dasselbe Misstrauen entgegenschlägt wie einst Corrado Cattani. Der junge Vice-Commissario Gianni Breda stellt sich ihr an die Seite.
Die immer brutaler werdenden Geschehnisse um „Nuzzo“ Marciano sind für Conti und Breda zunächst schwer durchschaubar. Eine zentrale Rolle spielt dabei die junge Sara, Tochter des ermordeten Rosario Granchio. Sie muss in Nuzzos Haus ziehen, um ihr Schweigen sicherzustellen. Aber nachdem auch ihr Verlobter umkommt, wird sie zur Mörderin und erschießt aus Rache Nuzzos kleinen Neffen und dessen Mutter, mit der Nuzzo zusammenlebt. Den Tod des Kindes hatte Sara jedoch bei dem Attentat nicht geplant. „Nuzzo“ darf sich nicht in der üblichen Weise rächen, da die Bandenkriege zunehmend die Geschäfte stören, die Don Aragonese vom Krankenbett aus leitet.
Eine überraschende Wendung nehmen die Ereignisse, als Saverio Bronta (gespielt von Ennio Fantastichini) aus Russland zurückkehrt, wo er herausgefunden hat, dass riesige Summen italienischen Schwarzgeldes dort gewaschen werden sollen. Um der digitalen Überwachung zu entgehen, werden die Banknoten von Trapani aus in Containern versteckt mit dem Schiff nach Russland gebracht: quasi vor den Augen von Nuzzo, den die Camastra und Don Aragonese an der Nase herumgeführt haben.
Saverio Bronta und Nuzzo gehörten derselben kriminellen Gruppe an wie auch Rosario Granchio. Nuzzo ermordete nach und nach alle Mitglieder – Bronta ist der einzige, der sich ihm durch die Flucht nach Russland entziehen konnte. Nun schließen die zwei Männer – eigentlich Todfeinde – einen neuen Pakt. Beim Umfang der Transaktionen nach Russland ist klar, dass sie sich nicht nur gegen Olga Camastra und Don Aragonese wenden würden, alleine schon übermächtige Gegner, sondern Hintermänner in höchsten Stellungen von Politik und Wirtschaft. Hass, Brutalität und Intelligenz würden sich vereinigen und potenzieren müssen, um in dieser Auseinandersetzung eine Chance zu haben.

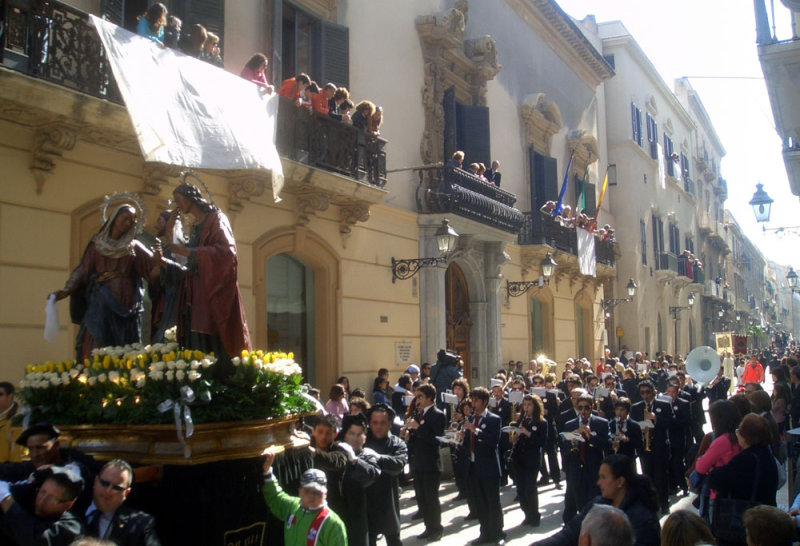
Die örtlichen Traditionen Trapanis – hier die „Misteri“ am Karfreitag – bilden den Hintergrund der siebten Staffel.

Den langen Arm der Mafia-Beschützer spürt auch Silvia Conti. Als sie für die Camastra lästig wird, genügen einige Telefonate, um der Untersuchungsrichterin durch ihre vorgesetzten Stellen ein hochdotiertes Versetzungsangebot in eine UN-Einrichtung offerieren zu lassen. Als Silvia Conti ablehnt, erhält sie Fotos mit dem erschossenen Corrado Cattani. Mit Wut und Tränen in den Augen geht sie in den Schießstand, um zu trainieren, worin sie vorher noch nicht geübt war: auf Menschen schießen.
Tatsächlich gelingt es Saverio und Nuzzo, die Macht an sich zu reißen. Don Aragonese wird zum Selbstmord gezwungen und die Contessa Camastra dazu erpresst, die Namen ihrer Partner preiszugeben.
Für Olga Camastra zieht sich damit von mehreren Seiten die Schlinge zu und die stolze Frau gerät langsam ins Wanken. Die Anhaltspunkte gegen sie werden immer beweiskräftiger, so dass sie sogar ihren im Krankenhaus liegenden, aussagewilligen Mann, den sie einst eher aus geschäftlichen Gründen geheiratet hat, aus dem Weg räumen lassen muss.
Der Versuch der Contessa, mit Hilfe der örtlichen Straßengang Nuzzo auszuschalten misslingt und endet in einem Blutbad, und aufgrund neuer Erkenntnisse eines für die Polizei arbeitenden Computer-Hackers über die illegalen geschäftlichen Aktivitäten ihrer Unternehmensgruppe muss die Camastra gar – zum zweiten Mal in ihrem Leben – ins Gefängnis. Mehr noch, die erschütterte Silvia Conti entdeckt bei einer Hausdurchsuchung in der Villa der Camastra in einem Geheimfach die beschädigte und blutbefleckte Armbanduhr des Corrado Cattani – sechs Jahre nach dessen Tod.
Langsam kommt die Wahrheit ans Licht und die Camastra fängt an auszupacken. Nuzzo und Saverio Bronta sind die einzigen Überlebenden einer sechsköpfigen Mafia-Bande, die auf Geheiß der Contessa den Kommissar Cattani ermordete. Olga Camastra handelte dabei aus einer Mischung von Gehorsam gegenüber einem Befehl „von oben“ und enttäuschter Liebe heraus.
Unterdessen gelingt es Saverio Bronta, der im Besitz der gigantischen Schwarzgeld-Summe ist, die nach Russland verschifft werden sollte, bis ins Zentrum einer Geheimgesellschaft vorzudringen, welche sich in der Tradition von faschistischen Ideologien unter dem Motto „Salus Nostra Extrema Thule“ (etwa „Thule im hohen Norden ist unsere Rettung“) betätigt. Unter der Leitung seines ehemaligen Mentors Professor Ramonte (gespielt von Rolf Hoppe) ziehen in dieser Gesellschaft hochrangige Vertreter aus „Wirtschaft, Politik und Verbrechen“ unerkannt im Hintergrund die Strippen Italiens. Bronta überzeugt den Rat der Loge, unter seiner Leitung die Gelder in Sizilien in formal legale Geschäfte zu re-investieren.
Als jedoch unter dem Druck der Ermittlungen in Trapani immer mehr Zusammenhänge ans Licht kommen und neben der Camastra auch der Oberstaatsanwalt anfängt zu gestehen, spitzen sich die Ereignisse zu und Bronta verliert die Kontrolle. Die Mafia-Organisationen sehen sich in ihrem Kern bedroht und greifen zur Gewalt. Viele Menschen sterben. Auch Olga Camastra überlebt ihr Geständnis nicht, als ein Mafia-Killer in ihre Gefängniszelle vordringt.
Saverio Brontas Pläne scheitern an den Grenzen der Käuflichkeit und der Berechenbarkeit von Menschen sowie an der grenzenlosen Gier seines Partners Nuzzo nach Macht.
Dem gebrochenen und kranken Bronta bleibt nichts anderes mehr übrig, als sich den Behörden als Kronzeuge gegen Professor Ramonte und seinen Thule-Geheimbund zur Verfügung zu stellen. Ramonte war einer der höchsten Auftraggeber der Ermordung Cattanis.
Ramonte wird vor Gericht von Silvia Conti ins Kreuzverhör genommen, wobei er einen teils stoischen, teils senil-hilflosen Eindruck macht. Seine wichtigsten Dokumente hat er aber in Sicherheit gebracht. Ein Bote überbringt die geheime Geschichte des modernen Italiens einem Mann, der einsam in den Bergen wohnt. Es ist ein alter Bekannter: Tano Cariddi.

### Achte Staffel (1997)

#### Hintergrund
Die gegenüber der bisherigen Konzeption mit einem völlig veränderten Set gedrehte achte Staffel kehrte zu den Ursprüngen der sizilianischen Mafia in die 1950er Jahre zurück. Gegenüber einigen vorhergehenden Staffeln war die großangelegte Inszenierung wieder deutlich anspruchsvoller und die Handschrift des neuen Regisseurs Giacomo Battiato unverkennbar. Die Resonanz beim Publikum war gut und die internationale Fernsehkritik vergab mehrere Preise.
Die zwei Folgen der achten Staffel von „La Piovra“ mit dem Untertitel „Lo scandalo“ (dt.: „Der Skandal“) wurden in Italien von Rai Uno am 5. und 6. Oktober 1997 gezeigt. Die Einschaltzahlen lagen bei 7,5 bzw. 8,8 Millionen Zuschauern. Mit je 100 Minuten waren die Folgen der achten und neunten Staffel die bis dato längsten der gesamten Serie. Beteiligte Fernsehanstalten waren neben dem Rai wieder das ZDF und diesmal Sveriges Television (SVT), produziert wurde von der Münchener Tangram Film.
Das Budget belief sich auf 4,6 Millionen D-Mark. Regisseur war Giacomo Battiato, als Drehbuchautoren fungierten Alessandro Sermoneta und Mimmo Rafele. Gedreht wurde unter anderem im sizilianischen Palazzolo Acreide, im Film „Tretorri“ genannt. Der Aufwand der mit viel Lokalkolorit und Liebe zum Detail durchgeführten Inszenierung erinnerte an die erste Staffel unter Regisseur Damiano Damiani.
Einzige personelle Verbindung der achten Staffel zu den vorhergehenden Folgen war in einer Nebenhandlung die Geschichte des jungen Tano Cariddi und seiner Schwester Maria. Die Zeit sah „echtes Erschütterungspotenzial“.
Die männliche Hauptrolle spielte Raoul Bova als Carabiniere Carlo Arcuti. Diese Besetzung war insofern ungewöhnlich, als Raoul Bova schon in der siebten Staffel (in der Zeitrechnung der Serie 40 Jahre später) als junger Kommissar Gianni Breda aufgetreten war. Auch andere Schauspieler wurden erneut engagiert, am bemerkenswertesten Renato Mori, einst in der Rolle des Vice-Commissario Altero Partner von Corrado Cattani, jetzt als alternder Mafia-Boss Don Albanese. Der Schauspieler Tony Sperandeo hingegen wechselte die Seiten nicht: vorher Killer Santino Rocchi in Staffel 6, jetzt Mafia-Scherge Turi Mondello. Die weibliche Hauptrolle wurde mit der deutschen Schauspielerin Anja Kling besetzt.
In Deutschland wurden die je zwei Folgen der achten (1997) und neunten (1998) Staffel vom ZDF im Jahre 1999 zu einem Vierteiler unter dem Namen Solange es Liebe gibt zusammengefasst. Sendetermine waren 19., 21., 26. und 28. Juli 1999, jeweils um 20.15 Uhr.
Der geänderte deutsche Titel, der vielfach als unnötig melodramatisch empfunden wurde, war nicht nur der Tatsache geschuldet, dass die bisherige deutsche Bezeichnung „Allein gegen die Mafia“ auf die Rückblende nicht anwendbar war, sondern dass eine neue Konzeption mit geändertem Stab und anderer Besetzung erfolgte.
Bereits im Vorfeld der achten Staffel – bevor über ihre Realisierung überhaupt entschieden war – kam es beim Sender Rai zu teilweise politisch motivierten Kontroversen über ihren Inhalt. Sollte der Fokus im Erzählrhythmus der letzten Staffeln weiter auf die internationale Ausbreitung des Verbrechens gerichtet sein? RAI-Direktor Giamapolo Sodano befand bereits 1995, Sizilien sei doch nur „Transitstation“ des internationalen Verbrechens und nicht mehr sein Ursprung. Erneut wurde auch die Kritik der sizilianischen Bischöfe ins Feld geführt. Der langjährige Regisseur Luigi Perelli befürchtete jedoch, mit einer weiteren Internationalisierung „den Ursprung und die Fäden der Geschichte“ zu verlieren.
Rai Uno entschied sich letzten Endes, ein Prequel zu drehen, das in den 1950er Jahren auf Sizilien spielt. Dessen Handlung sollte später mit der neunten Staffel in den 1960er Jahren fortgesetzt werden.
Sergio Silva, langjähriger Lenker der Serie und inzwischen Leiter der Abteilung Rai-Cinemafiction, erklärte die Motivation der Rückblende so: „Wir wollten verstehen, wie alles in diesen Jahren angefangen hat“. Also führte die Serie die Zuschauer, so die Journalistin Silvia Fumarola, „zurück in die 50er, zwischen die aristokratischen Güter und Siedlungen, um zu erklären, wie die ländliche Mafia einen großen Sprung nach vorne macht, ins Bankgeschäft eindringt, politische Verbindungen knüpft und das Drogen- und Waffengeschäft entdeckt.“
Regisseur Giacomo Battiato orientierte sich, wie La Repubblica berichtete, am Film „In nome della legge“ des Regisseurs Pietro Germi aus dem Jahre 1949, der von der Filmkritik in der Nähe des italienischen Neorealismus gesehen wird. Es sei ihm nicht um Action-Kino gegangen, sondern um die Geschichte von Personen und ihren Charakteren, um die Psychologie der Mafia einzufangen.

#### Handlung

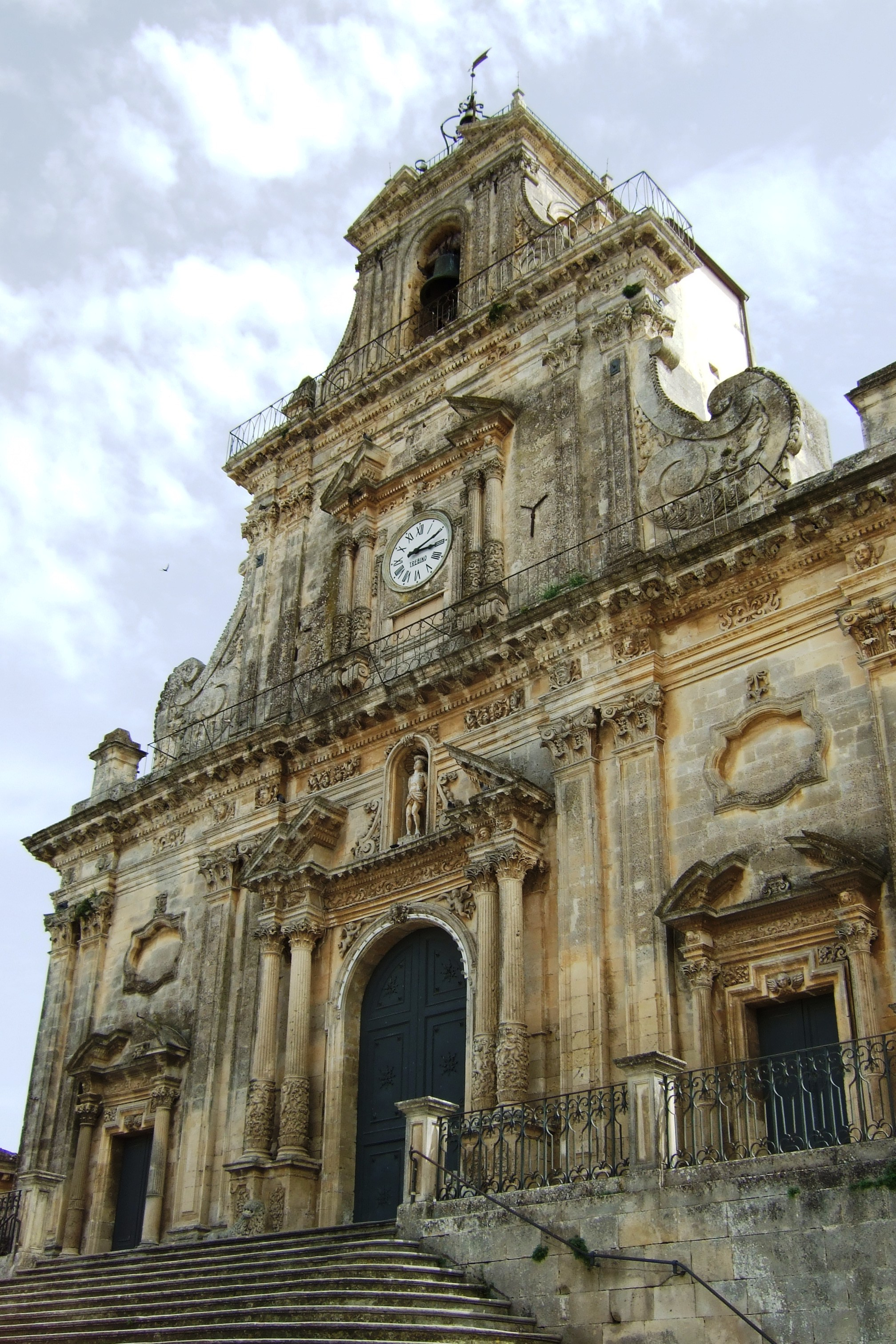
Schauplatz der Handlung ist der imaginäre sizilianische Ort „Tretorri“. Gedreht wurde in Palazzolo Acreide in der Provinz Syrakus. Die Chiesa di San Paolo ist oft im Film zu sehen.

Der Streit um Anteile bei einem großangelegten Investitionsprojekt zur Erschließung Siziliens löst einen kurzen, aber brutal ausgeführten Machtkampf in der lokalen Mafia einer sizilianischen Kleinstadt aus.
Dabei setzt sich der skrupellose Pietro Favignana gegen Don Albanese durch, der die örtlichen Geschäfte bisher unter Beachtung der Traditionen geführt hatte. Favignana zwingt den alten Boss, eine große Flasche Mandelmilch zu trinken, woraufhin der schwer zuckerkranke Mann stirbt. Noch an der Totenbahre vergewaltigt er dessen Tochter Rosaria. Kurz darauf ist Hochzeit.
Der Leiter des geplanten Entwicklungsprojektes, in dessen Zentrum ein Staudamm stehen soll, ist der seriöse und fortschrittliche Baron Francesco Altamura, dessen deutsche Frau Barbara (gespielt von Anja Kling) die örtlichen archäologischen Schätze bewahren will.
Francesco Altamura verweigert sich dem Ansinnen der Mafiosi, deren lokale Scheinfirmen bei den geplanten Investitionen zu beteiligen. Um ihn zu erpressen, lässt Favignana den Sohn des Ehepaares Altamura entführen. Auf einem verlassenen Gut bewacht ihn der junge Tano „Tanuzzo“ Cariddi, der von Favignana protegiert wird.
Das deutsche Konsulat, kontaktiert von Barbara Altamura, vermittelt über die italienischen Behörden den verdeckt arbeitenden Ermittler Capitane Carlo Arcuti. Dieser, Offizier der Carabinieri, gibt sich als Inspektor des Arbeitsministeriums aus. Die blanke Ablehnung, auf die er nicht nur bei den Mafiosi, sondern auch bei der gesamten örtlichen Bevölkerung stößt, symbolisiert, vom Film geschickt inszeniert, Abgeschiedenheit, Isolation und Angst der lokalen sizilianischen Bevölkerung.
Carlo Arcuti wird schnell enttarnt, widersteht einem Bestechungsversuch und kann den kleinen Paul mit knapper Not retten. Die Carabinieri verhaften die ganze Bande von Pietro Favignana, der sich selbst aber nach New York absetzen kann.
Die amerikanische Mafia macht Favignana mit dem Drogenschmuggel bekannt, den dieser nach Sizilien „exportieren“ soll. Da er mitsamt seinen Komplizen aus „Mangel an Beweisen“ ein überraschend mildes Urteil erhält, ist er bald wieder zu Hause und feiert das Wiedersehen mit seinen Freunden. Als „Geschenk“ aus Amerika kommt eine Kiste mit neuesten Maschinenpistolen an, die der Bewaffnung der italienischen Polizei weit überlegen sind.
Mit beispielloser Brutalität macht sich Favignana daran, die Region wieder unter die Kontrolle der Mafia zu stellen. Gegner und der Zusammenarbeit mit dem Staat verdächtige Mitarbeiter werden liquidiert, die Gelder für den Staudamm werden bei einem blutigen Überfall erbeutet.
Daraufhin lässt Capitane Carlo Arcuti die ganze Gruppe um Favignana bei der Taufe dessen Tochter von Carabinieri erneut verhaften. Und wiederum ordnet ein Richter die sofortige Freilassung an.
Baron Altamura wechselt unter dem Druck der Gewaltandrohungen und der durch den Raub der Gelder ausgelösten Existenzangst die Fronten und paktiert unter Vermittlung des korrupten regionalen Parlamentsabgeordneten mit Pietro Favignana, dem Entführer seines eigenen Kindes.
Dieser hat unterdessen die sizilianische Cosa Nostra mit den atemberaubenden Profiten des Drogenhandels bekannt gemacht. Die „ehrenwerte Gesellschaft“ erweist sich den neuen Geschäftsmöglichkeiten nach kurzen Hemmungen durchaus geneigt.
Die Baronessa Altamura beendet ihre Liebesbeziehung mit Capitane Carlo Arcuti. Als Pietro Favignana endlich vor Gericht steht, widerruft sie aus Angst ihre Aussage und wird öffentlich mit ihrer Beziehung zu Carlo Arcuti konfrontiert. Der Capitane wird nach Rom abberufen und sieht einem Dienstaufsichtsverfahren entgegen.
Eine Schlüsselrolle bei der schicksalhaften Zuspitzung der Ereignisse spielt der junge Tano Cariddi. Er kommt nach und nach hinter das dramatische Geheimnis seiner Herkunft und benutzt sein Wissen über die Zusammenhänge der Entführung von Paul Altamura sowie der Umstände des Todes von Don Albanese.
Als Rosaria Favignana von Tano erfährt, dass ihr Vater Don Albanese von ihrem Mann Pietro zum Selbstmord gezwungen wurde, ersticht sie Pietro vor dem Gerichtsgebäude.
Die Baronessa sieht sich um das Wohl ihres Kindes gezwungen, weiter mit ihrem Mann Francesco zu leben – in dem Wissen, dass er Pietro Favignana beauftragt hatte, ihren Liebhaber Carlo Arcuti zu ermorden.
Der wiss- und lernbegierige Tano Cariddi schließlich bringt den Baron Francesco Altamura dazu, ihn auf die beste Schule zu schicken und für seine Halbschwester Maria zu sorgen – ihr beider Vater war Pietro Favignana.

### Neunte Staffel (1998)

#### Hintergrund
Die neunte Staffel von „La Piovra“ mit dem Untertitel „Il patto“ (dt. „Der Pakt“) setzt die achte fort. Die Geschehnisse auf Sizilien, die Ende der 1950er Jahre begannen, werden Anfang der 1960er Jahre weiter verfolgt. Regisseur war erneut Giacomo Battiato, das Drehbuch kam von Andrea Porporati, Mimmo Rafele und Alessandro Sermoneta.
Sendetermine in Italien für die zwei Folgen zu je 100 Minuten Länge waren der 9. und 16. März 1998.
Beim mitproduzierenden ZDF wurden, wie im vorhergehenden Kapitel beschrieben, die achte und neunte Staffel zum Vierteiler Solange es Liebe gibt zusammengezogen, der im Juli 1999 ausgestrahlt wurde.
In „La Piovra 9“ wurden wieder stärker politische Aspekte thematisiert und eindeutige Vorwürfe erhoben. Spekulation um Grund und Boden, Bauskandale und Verschandelung der Küsten seien in Sizilien in die 1960er Jahre zurückzuverfolgen. Eine Allianz zwischen der Mafia und der Politik habe die Annahme eines Gesetzes verhindert, das diesen Machenschaften ein Ende setzen sollte. „Stattdessen teilten die Mafia und korrupte Beamte die Insel unter sich auf“. Allerdings kamen die politischen Hintergründe in den beiden Folgen selbst kaum über Andeutungen und Absichtserklärungen lokaler Mafiosi hinaus.
Regisseur Giacomo Battiato war erstaunt über das Ausmaß an politischer Kritik an der Serie. Es könne nichts Schlechtes darin liegen, wenn Film und Fernsehen die negativen Seiten eines Landes beleuchteten. „Wir haben die 50er und 1960er Jahre erzählt, als wir wichtige Entscheidungen hätten treffen können, die nicht gefallen sind. 1963 hätte die Annahme des Gesetzes gegen die Bodenspekulation Sizilien retten können. Stattdessen bevorzugten die Politiker es, einen Pakt mit der Mafia zu schmieden“.
Stilistisch habe er ein „Melodrama mit dem Touch eines Spionage-Thrillers“ drehen wollen, „nur dass die Spionin hier das Haus ihres eigenen Mannes infiltriert“.

#### Handlung
Wenige Jahre nachdem Barbara Altamura vor Gericht über eine Beziehung zum Polizisten Carlo Arcuti befragt wurde, kehrt sie aus einer psychiatrischen Klinik zu ihrem Mann, dem Baron Francesco Altamura zurück.
Doch vieles hat sich verändert. Die Landvilla wurde verkauft und die Altamuras wohnen jetzt in der Stadt. Der Baron hat eine „Bank für Entwicklung“ gegründet, die zur Geldwäsche für Drogengelder dienen soll. Das Haus von Francesco Altamura wird von seiner Geliebten geführt, die offiziell als seine „Cousine“ vorgestellt wird. Die Baronessa lebt in dem Haus wie eine Gefangene.
Die italienische Polizei ist den Drogengeschäften jedoch auf der Spur und wirbt Carlo Arcuti nach seiner Strafversetzung erneut an, um ihn auf Barbara anzusetzen. Der Carabinieri weigert sich zunächst, willigt aber dann ein.
Schon bei der ersten Begegnung der beiden jungen Menschen, zwischen denen sich schnell wieder eine Liebesgeschichte entwickelt, ahnt der Zuschauer, dass es diesmal ein dramatisches Ende nehmen könnte.
Barbara Altamura soll die in einem Notizbuch ihres Mannes festgehaltenen, codierten Nummernkonten der Bank ausspionieren und damit die investierten Gelder der Familien sowie die Drahtzieher enthüllen.
Der gefährlichste Gegenspieler der Polizisten und ihrer Agentin ist zunächst der regionale Boss der Mafia, Rechtsanwalt Torrisi. Dieser hat Beziehungen bis in die Spitzen der regionalen Polizei und Justiz und kommt so der Baronessa auf die Schliche.
Nun nehmen die Ereignisse überraschende Wendungen. Der Baron versucht sich seiner Frau mit Hilfe seiner „Cousine“ zu entledigen. Nachdem sie sie betäubt haben, soll ein Unfall vorgetäuscht werden.
Im ausgebrannten Autowrack am Fuße eines Berges finden sich zwei verkohlte Leichen. Die Polizei geht davon aus, dass es sich um Baron und Baronessa Altamura handelt.
Tatsächlich lebt Barbara aber. Der Mafioso Turi Mondello hat eingegriffen, da er die junge Baronessa glühend verehrt, und die geplante Tat vereitelt. Bei den Leichen handelt es sich um Francesco Altamura und seine Geliebte. Barbara Altamura ist fortan die Gefangene des Mafioso.
Zwischen Turi Mondello, der auch die erste Menge des raffinierten Heroins in seinen Besitz gebracht hat, und der Spitze der Mafia entwickelt sich nun ein heftiger Machtkampf, den Mondello mit einem brutalen Massaker auf einer Hochzeitsfeier für sich entscheidet.
„Gast“ bei dem Massaker ist auch der Kandidat der Parlamentswahlen, der völlig eingeschüchtert die wahren und neuen Machtverhältnisse zwischen Mafia und Politik begreift und sich bald dazu instrumentalisieren lässt, die Interessen der „ehrenwerten“ Familien in Rom zu vertreten.
Capitano Carlo Arcuti gelingt es, die Baronessa zu befreien und Toni Mondello hinter Schloss und Riegel zu bringen. Jedoch überlebt er seinen Erfolg nicht lange. Bei einem brutalen Anschlag wird er von einem Wagen an eine Hausecke gedrückt.
Die örtliche Justiz stellt die Ermittlungen gegen die Mafia trotz erdrückender Beweise ein. Ein junger Justiz-Assessor, Zeuge des feigen Zurückweichens des Ermittlungsrichters, verspricht Barbara Altamura, er werde die Arbeit von Carlo Arcuti fortsetzen.

### Zehnte Staffel (2001)

#### Hintergrund
Die in Deutschland bislang nicht ausgestrahlte Staffel 10 schließt wieder an das Ende der 7. Staffel an und führt die Serie zu einem Abschluss.
Nach der 8. und 9. Staffel war es zunächst unklar, ob eine weitere Staffel produziert wurde. Produzent Sergio Silva sprach von einer „kreativen Krise“. Es zeigte sich, dass es schwierig war, nach der Rückblende in die 1950er und 1960er Jahre den Faden wieder aufzunehmen und dabei den Anspruch der Serie zu bewahren. Offenbar gab es beim Sender Rai Uno auch politische Widerstände gegen eine Fortsetzung.
Schließlich wurde nochmals eine Staffel mit zwei je 100-minütigen Folgen gedreht, diesmal aber nur unter rein italienischer Beteiligung. Das ZDF und andere Fernsehanstalten hatten sich zurückgezogen.
In Italien wurde die 10. Staffel aufgrund von beim Staatsfernsehen auf Vorstandsebene bestehenden Vorbehalten erstmals nicht von Rai Uno, sondern von Rai Due gezeigt, einem Sender, der sich sonst auf Jugendprogramme und amerikanische Serien spezialisiert hatte.
Sendetermine waren der 10. und 11. Januar 2001. Die Einschaltzahlen blieben mit rund 4 Millionen Zuschauern weit unter dem gewohnten Schnitt, begünstigt durch die Tatsache, dass gleichzeitig auf Berlusconis Canale 5 der beliebte und durch die italienische Version von Big Brother bekannt gewordene Schauspieler Pietro Taricone in der populären Maurizio Costanzo Show auftrat und 10 Millionen Zuschauer erreichte. Stefano Munafò, Direktor von Raifiction, befand, diese Frontstellung von zwei Programmen sei „vor Jahren undenkbar“ gewesen. Darin spiegele sich auch die heutige Zerrissenheit der italienischen Medienlandschaft wider. Junge Leute seien nicht mehr vorrangig an politischen und sozialen Themen interessiert und würden stattdessen vom „Neomachismo“ eines Pietro Taricone angezogen.
Regisseur der 10. Staffel war nochmals Luigi Perelli. Das Drehbuch kam vom Produzenten Sergio Silva sowie von Mimmo Rafele und Piero Bodrato, die Musik steuerte Ennio Morricone bei.

#### Handlung

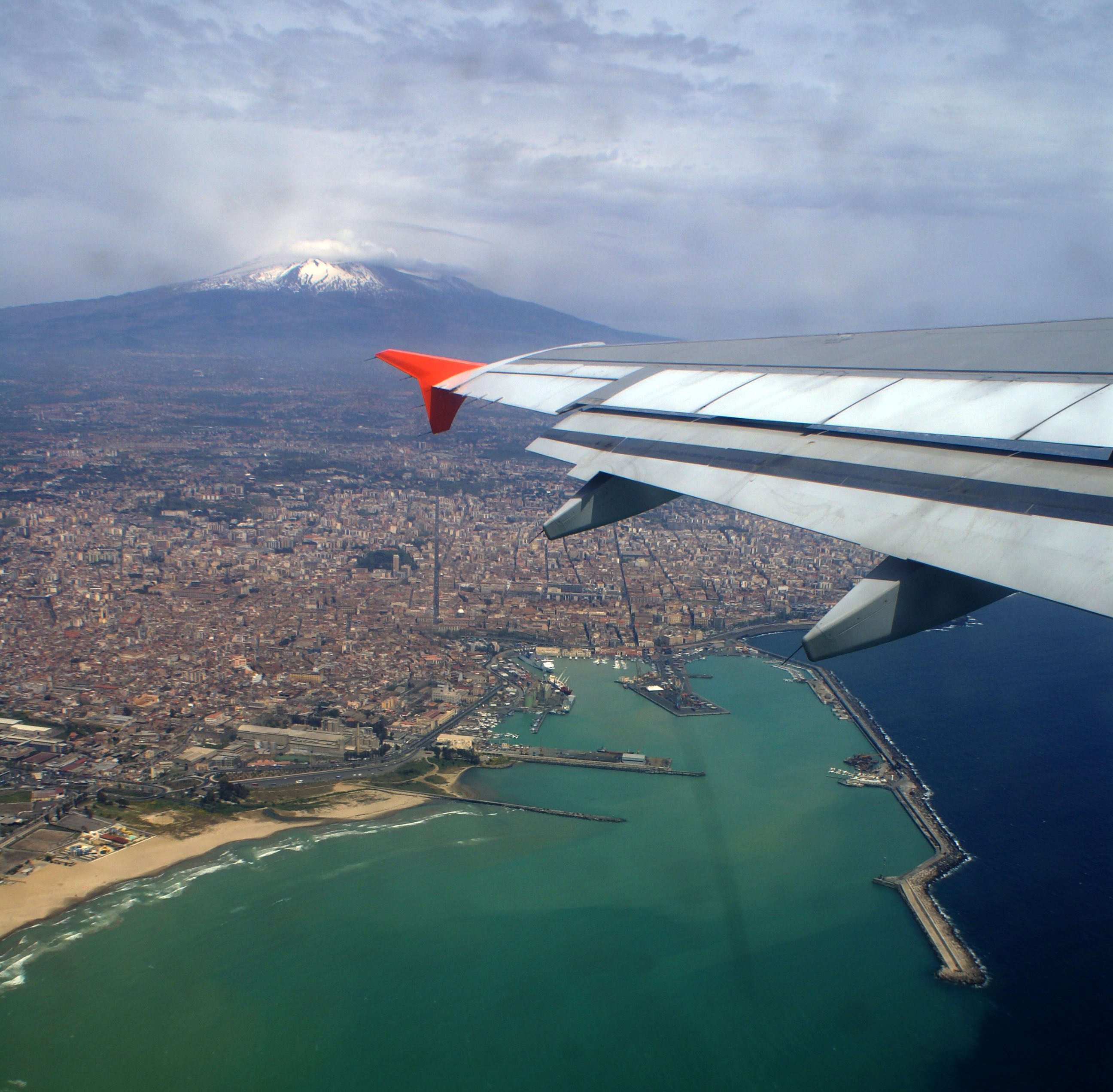
Schauplatz Catania. Silvia Conti verlässt die sizilianische Stadt und fliegt nach Rom, um sich des Rückhalts ihres Mentors zu versichern.

Professor Ramonte, Chef der Thule-Geheimloge, die enge Beziehungen zur Mafia unterhält, wird in einem Berufungsverfahren freigesprochen. Konsterniert verfolgt Ermittlungsrichterin Silvia Conti, wie Ramonte auf den Stufen des Gerichtsgebäudes bereits sein erstes Fernsehinterview gibt, in dem er seinen Feinden unverhohlen droht.
Silvia Conti, die Ramonte hinter Schloss und Riegel brachte, ist unterdessen dabei, sich aus den politischen Verfahren zurückzuziehen. Sie hat geheiratet, will eine Tochter adoptieren, und hat einen Versetzungsantrag zum Jugendgericht gestellt, dem soeben stattgegeben wurde.
Ottavio Ramonte zögert keinen Augenblick, seinen Platz an der Spitze der Thule-Organisation wieder einzunehmen.
Dazu braucht er Tano Cariddi, der in einer Schlossruine am Ätna lebt, als Verbündeten und eine Master-Diskette, mit der sich seine komplette Datenbank entschlüsseln lässt.
Die Diskette wird von Senatore Aldo Mercuri, dem Finanzchef der Organisation, versteckt gehalten. Der schwer herzkranke Mercuri wird unter Druck gesetzt, sein Arzt, ebenfalls Mitglied der Organisation, ermordet.
Vor seinem Tod konnte der Arzt noch der Tochter des Senators, Giulia Mercuri, die Wahrheit über die kriminellen Verwicklungen ihres Vaters und die Verantwortung von Professor Ramonte für die Ermordung Corrado Cattanis mitteilen. Giulia nimmt sofort Kontakt mit Richterin Silvia Conti auf. Deshalb wird nun auch Giulia Mercuri zur Gefahr für die Organisation und soll auf Geheiß Ramontes zusammen mit ihrem Vater beseitigt werden.
Nun hat Tano Cariddi seinen Auftritt. Auf einer Sitzung des Rates der Thule-Organisation, die ohne den erkrankten Ramonte stattfindet, überzeugt er die Mitglieder davon, von den rohen Mord-Methoden der Vergangenheit Abschied zu nehmen und sich unter seiner Führung intelligenteren und moderneren Methoden der Profitmaximierung auf dem globalen Markt zu widmen. Ramonte werde durch seinen Hang zur Rache zu einer Bedrohung für die ganze Organisation.
Wie sich herausstellt, lässt Tano eigenmächtig den Professor seit geraumer Zeit mit Arsen schleichend vergiften. Nach einer kurzen Auseinandersetzung akzeptiert der Rat Tano Cariddi als neuen Führer.
Giulia wird entführt und in Tanos Gewahrsam gehalten, um sie selbst zum Schweigen zu bringen und ihren Vater zu erpressen.
Silvia Conti war telefonisch durch Giulia informiert worden und hatte eine Verabredung mit ihr. Nun beginnt die Richterin gegen den dringenden Rat ihres Mannes und ihres Dienstvorgesetzten, Nachforschungen anzustellen. Sie setzt sich ins Flugzeug und fliegt von Catania nach Rom, um sich mit ihrem Mentor zu besprechen, der als ihr ehemaliger Ausbildungsleiter gute Kontakte in den Behörden hat.
Zurückgekehrt nach Catania hat die Ermittlungsrichterin vor, sich als Lockvogel zu verdingen, um die Männer um Professor Ramonte aus der Deckung zu holen.
Die Dinge verkomplizieren sich, da Giulia eine Liebesbeziehung mit Marco hat, dem nichtsahnenden Sohn des Rechtsanwalts Edoardo Rittone, einem führenden Mitglied der Thule-Vereinigung.
Es gelingt Edoardo Rittone und Tano Cariddi, den zusehends schwächer werdenden Professor Ramonte dazu zu bewegen, abzudanken. Eine letzte Dosis Arsen gibt ihm den Rest und bald kommt man auch an die begehrte Master-Diskette. Senatore Aldo Mercuri erliegt bei der Übergabe einem Herzanfall.
Doch dann läuft der geplante Ablauf aus dem Ruder, weil dem ungeschickten Edoardo Rittone mehrere Fehler unterlaufen.
Um die Kontrolle zu behalten, planen Tano Cariddi, der doch eigentlich andere Methoden einführen wollte, und Edoardo Rittone mehrere Morde. Der Diener von Aldo Mercuri wird in üblicher Mafia-Manier von einem Motorrad aus erschossen. Silvia Conti überlebt mit viel Glück nur leicht verletzt ein ähnliches Attentat.
Und dann steht Tano Cariddi vor seiner Gefangenen Giulia Mercuri, die eine große Ähnlichkeit mit seiner ehemaligen Frau Esther hat. Immer häufiger schießen Tano Bilder aus seinem früheren Leben und aus seiner tragisch endenden Ehe durch den Kopf. In einem letzten großen Auftritt beschwört er die Macht und denunziert all die unbedeutenden Menschen und Frauen, die sich ihr in den Weg stellen wollen. In seiner Verwirrung glaubt er im letzten Moment aber tatsächlich Esther vor sich zu sehen und bringt es nicht über sich, sie „ein zweites Mal“ zu erwürgen. Wieder einmal ist es die kleine menschliche Schwäche, die dem kalt planenden Tano Cariddi in die Quere kommt.
Ohnehin sind Silvia Conti und die Polizei bereits auf dem Weg zur Burgruine am Ätna.
Als Tano keinen Ausweg mehr sieht, fährt er auf den Gipfel des Vulkans, erklimmt den Hügel und geht mit den geheimen Daten in den Krater. Zuvor winkt er der Richterin Silvia Conti einige Male lächelnd zu.

## Synchronisation
Wegen der internationalen Besetzung mussten bereits bei der italienischen Erstausstrahlung viele Rollen synchronisiert werden. Die deutsche Synchronisation wurde als „vorzüglich“ bezeichnet.
Im Folgenden eine Liste der Synchronsprecher wichtiger Personen der Reihe:
| Rolle            | Synchronsprecher    |
| ---------------- | ------------------- |
| Corrado Cattani  | Lutz Riedel         |
| Paola Cattani    | Natascha Rybakowski |
| Anwalt Terrasini | Edgar Ott           |
| Tano Cariddi     | Ortwin Speer        |
| Dino Alessi      | Norbert Langer      |
| Giulia Antinari  | Anita Lochner       |
| Nicola Antinari  | Hans W. Hamacher    |
| Davide Faeti     | Christian Brückner  |

## Auszeichnungen
- Telegatto, Italien, für den besten italienischen Fernsehfilm in den Jahren 1984 (Staffel 1), 1986 (Staffel 2), 1989 (Staffel 4) und 1995 (Staffel 7).
- Goldener Gong, Deutschland, für Damiano Damiani als besten Regisseur und Michele Placido als besten Darsteller im Jahr 1984 (Staffel 1).
- Goldene Nymphe und Preis der internationalen Fernsehkritik, Fernsehfestival Monte Carlo, im Jahr 1998 (Staffel 8).[70]

## Sendetermine und DVD-Veröffentlichungen
Deutsche Privatsender, vor allem Sky, zeigen regelmäßig Wiederholungen einzelner Staffeln.
Die ersten drei Staffeln wurden auf der Grundlage der ungekürzten italienischen Originalversionen in den Jahren 2004 und 2005 von Koch Media auf DVD veröffentlicht. 2007 und 2008 erschienen die Staffeln 4–7 bei Kinowelt, basierend diesmal auf den leicht gekürzten Versionen, die im ZDF liefen. Die Lizenzen für die ersten drei Staffeln gingen später ebenfalls an Kinowelt, das diese 2010 auf der Basis der ZDF-Versionen veröffentlichte.
Die Staffeln 8–10 waren nicht in deutscher Sprache auf DVD verfügbar, aber als Import der italienischen Originalversion mit englischen Untertiteln erhältlich. Anbieter ist der australische Vertrieb Aztec.
Im November 2018 erschien von Fernsehjuwelen eine Komplettbox der zehn Staffeln auf 27 DVDs (3970 Minuten). Die Staffeln 1 bis 9 sind in der originalen ZDF-Synchronisation (inkl. Solange es Liebe gibt) verfügbar. Für die Staffel 10 wurde speziell für diese Veröffentlichung eine deutsche Synchronfassung erstellt.